# 100배 즐기기
100배 즐기기는 알에이치코리아에서 만든 대표적인 책으로 국내·해외 여행 및 관광 가이드북이다. 주로 대한민국 국민들이 많이 여행 다니는 곳 위주로 책을 냈으며 일본, 중국, 동남아시아, 유럽, 미국 등 여러 장소를 골라 여러 권의 책을 냈다.

## 여러 국가가 나오는 책
- 태국 편 -  태국· 베트남· 캄보디아· 라오스
- 인도·네팔 편 -  인도· 네팔
- 유럽 편 -  영국· 아일랜드· 네덜란드· 벨기에· 룩셈부르크· 독일· 오스트리아· 리히텐슈타인· 스위스· 체코· 폴란드· 루마니아· 헝가리· 크로아티아· 프랑스· 모나코· 안도라· 스페인· 포르투갈·
 이탈리아· 바티칸 시국· 산마리노· 그리스· 노르웨이· 핀란드· 에스토니아· 덴마크· 스웨덴
- 핵심 유럽 편 -  영국· 네덜란드· 벨기에· 프랑스· 모나코· 스위스· 독일· 오스트리아· 체코· 크로아티아· 이탈리아· 바티칸 시국· 스페인· 포르투갈[1]
- 동유럽 편 -  체코· 오스트리아· 헝가리· 크로아티아· 슬로베니아[2]
- 핵심 중남미 편 -  멕시코· 쿠바· 브라질· 아르헨티나· 칠레· 볼리비아· 페루
- 핵심 오세아니아 편 -  오스트레일리아· 뉴질랜드· 피지

## 출판 도서별 목차

### 대한민국편
| 작가 소개 일러두기 목차 서울 - 조선의 역사가 그대로 남아 있는 여행 따라잡기 서울 강북권 - 초현대적 도심에서 문화 유적 찾아내기 서울 강남권 경기도 - 임금님께 진상한 쌀과 도자기의 고장 이천·여주 - 구리에서 물길따라 양평까지 구리·남양주·양평 - 고산 속에 골골이 맑은 계곡 품은 고장 포천·가평 - 경기도 남부 여행의 중심 도시 용인·안성 - 도심 속에서 찾아내는 정조의 행차 안양·의왕·군포·수원·화성 - 경기 북부길 따라 38선까지 입문하기 의정부·양주·동두천 - 자유로, 통일로 따라 즐기는 근교여행 고양·파주 - 백제의 흔적이 남은 지역 하남·광주 - 서울 기점으로 서쪽 여행의 대표 중심 지역 김포·강화 - 수도권에서 즐기는 근현대의 흔적 인천·안산 강원특별자치도 - 강과 호수로 이어진 강원도의 관문 춘천·홍천 - 평화를 염원하는 북방의 청정 여행지 철원·화천·양구 - 수려한 설악, 푸른 동해안 인제·양양 - 설악을 품은 동해안 대표 여행지 고성·속초 - 영동의 중심, 자연·역사·문화의 고장 강릉·동해 - 행복한 웰빙 700 여행지 평창 - 토속 자연과 문화가 남한강과 함께 흐르다 영월·정선 - 깊은 산과 푸른 바다의 앙상블 삼척·태백 - 치악산과 섬강을 따라 강원도로 통하다 원주·횡성 충청도 충청북도 - 기암 절경의 산, 푸른 계곡, 시원한 남한강의 조화 제천·단양 - 남한강 따라 흐르는 자연과 문화를 즐긴다 충주·음성·괴산 - 산과 들판과 호수가 어우러진 내륙 지방의 요지 진천·청주·청원·증평 - 명산 속리산과 비단결 금강이 수놓고 간 산골 보은·옥천·영동 충청남도 - 바다와 벌판이 만든 풍요로운 문화의 땅 당진·아산·예산 - 바다와 해산물을 즐기는 풍성한 여행 보령·서천 - 서해안 바다의 모든 것을 즐긴다 서산·태안·홍성 - 백제의 향기를 머금고 칠갑산으로 떠나는 여행 부여·청양 - 산과 강이 포근하게 감아 도는 살기 좋은 충남 내륙 천안·연기·공주 - 산, 강, 들판, 역사가 어우러진 교통과 여행의 요지 대전·금산·논산·계룡 | 전라도 전라북도 - 구석구석 숨은 매력 찾아내기 익산·군산 - 전주를 에둘러 완주와 김제까지 완주·전주·김제 - 산악 지대에 꼭꼭 박혀 있는 명소 탐방하기 무주·진안 - 고원분지의 장수와 지리산 등대가 있는 남원 장수·남원 - 치즈 만들고, 고추장 빚어 보는 고장 임실·순창 - 천혜의 관광 자원의 보고 지역 부안·고창·정읍 전라남도 - 백암산 풍치에 반하고 대나무 향기에 취하는 고장 장성·담양 - 순천 거쳐 미항 여수까지 가는 길 순천·여수 - 나주 영산강~나주호따라 횡으로 긋는 길 나주·화순 - 칙칙폭폭 기차 타고 섬진강 지류 따라 여행하기 곡성·구례·광양 - 해당화 길 따라, 나비 맞으러 가는 곳 영광·함평 - 서해안 끝자락, 남해안의 시작점 무안·목포·신안 - 다향따라, 유자향 따라, 향기에 취하는 고장 보성·고흥 - 달타령 흥얼거리며 찾아보는 유적지 영암·강진·장흥 - 전라도 남해안의 진수 고장 진도·해남·완도 경상도 경상북도 - 사과 향 따라 문화유적의 흔적 따라잡기 영주·봉화 - 과거 역사 줄줄이, 곶감 줄줄이 문경·상주 - 예향에 은은히 번지는 묵향 예천·안동 - 첩첩오지 산 따라가면 나오는 바다 전경 영양·울진 - 주왕산 정기 맞고 영덕의 바다 향에 취하고 청송·영덕 - 쪽빛 바다색 어우러진 아름다운 섬 울릉도 - 산과 바다가 어우러진 영천에서 포항까지 영천·포항 - 경북 내륙 한가운데 위치한 청정무구 지역들 의성·군위·칠곡 - 김천 아흔아홉 고갯길 넘어서 성주, 고령까지 달려보다 김천·성주·고령 - 문화유산 답사의 성지, 신라 천년 수도를 가다 경주 경상남도 - 대도시 속 산과 바다의 아름다운 풍경을 거닐다 울산·양산 - 자연과 문화가 어우러진 도시들을 돌아보다 밀양·김해·창원 - 역사와 문화, 자연의 조화가 아름다운 고장 함양·거창·산청·진주 - 낙동강 연안 옛 가야의 흔적을 찾다 합천·창녕·의령·함안 - 그리운 남쪽 바다, 그곳에 가고 싶다 고성·통영·거제 - 섬진강과 남해 바다가 만나 보물섬을 이루다 하동·남해·사천 - 대한민국 제2의 도시에서 만나는 이색 향기 부산 제주도 - 푸른 해안과 오름 그리고 테마파크가 어우러진 여행지 제주 서부 - 화산암과 동굴, 쪽빛 바다로 형상화된 아름다운 제주 제주 동부 Index |

### 부산편
인사이드 부산
- 부산 미리보기
- 매력이 넘치는 부산
- 부산의 절경 베스트 10
- 부산의 명소 베스트 7
- 부산의 3대 야경 전망 포인트
- 부산의 대표 축제
- 부산의 명물 먹거리
- 부산의 다양한 해수욕장
- 부산 야구의 성지, 사직야구장
- 부산의 벚꽃 명소
- 부산 시티투어 버스 100배 즐기기
- 부산의 대표 유람선 & 크루즈
- 부산 여행 베스트 코스
- 들어가기 & 돌아다니기

부산 지역별 가이드
- 부산 전도
- 해운대
- 송정 & 기장
- 광안리
- 대연동
- 중앙동
- 남포동
- 자갈치시장
- 영도
- 부민동 & 감천동
- 다대포
- 서면
- 범일동(조방앞)
- 부산대
- 동래온천(온천장)
- 금정산
- 부산의 숨은 명소 5

부산 근교 가이드
- 불보(佛寶) 사찰 ‘통도사’
- 한반도에서 해가 가장 먼저 뜨는 곳 ‘간절곶’
- 천 년 고도에서 떠나는 시간 여행 ‘경주’
- 세상에서 가장 황홀한 일출을 만나는 곳 ‘진하 & 강양’
- 시간이 멈춰선 그곳 ‘우포늪’
- 온 도시가 벚꽃 천국 ‘진해’

부산의 숙소
- 호텔
- 게스트하우스
- 모텔
- 알아두면 유용한 전화번호 & 전화번호

INDEX

### 울릉도편
| - 프롤로그 - 일러두기 - 사진으로 보는 울릉도 인사이드 울릉도 - 울릉도 기초 지식 - 울릉도에 대한 재미있는 상식 - 울릉도의 사계와 울릉 팔경 - 울릉도의 축제 - 울릉도 최고의 별미, 울릉 오미 - 울릉도 vs. 제주도 - 작가가 추천하는 울릉도 버킷리스트 11 - 7가지 울릉도 테마 여행 - 추천 코스 여행준비 - 울릉도로 가는 교통편 - 울릉도 현지 교통 - 숙소 예약 노하우 - 여행자 보험 가입하기 - 짐 꾸리기 - 유용한 전화번호ㆍ홈페이지 주요 지역 가이드 - 울릉도 전도 - 한눈에 보는 울릉도 Quick View - 울릉읍 - 울릉도의 중심, 바다를 걷는 낭만을 느낀다 도동리 - 울릉도 내륙 최고의 풍경과 아름다운 전망대가 있는 곳 저동리 - 사슴이 누운 뒷산의 형상, 옥같이 어여쁜 모래 해변 사동리 | - 서면 - 느린 여행의 숨은 그림 서면 남쪽 - 우리나라 10대 비경을 간직한 마을 서면 북쪽 - 북면 - 울릉도 내면의 은은한 풍광 북면 서쪽 - 울릉도의 가장 신비로운 자연 북면 동쪽 울릉도 테마 여행 - 울릉도 주변 섬 여행 - 울릉둘레길 여행 - 울릉도 레저 여행 - 유람선 해상 여행 울릉도 진입 항구 여행지 - 영일만의 추억이 서린 곳, 포항 - 해가 뜨는 곳, 바다가 있는 곳, 동해 - 동해 제일의 도시, 강릉 - 울진의 최남단, 후포 숙소 가이드 - 숙소 예약 시 유의 사항 - 추천 숙소 / 지역별 숙소 리스트 - 찾아보기 |

### 제주도편
| 작가 소개 일러두기 Inside Jeju - 인사이드 제주 - 사계절 내내 즐기는 제주 여행 - 아는 만큼 보이는 제주의 역사 - 꼭 가봐야 할 제주의 베스트 볼거리 - 꼭 맛봐야 할 제주의 베스트 먹거리 - 여행의 추억이 담긴 제주에서 온 선물 - 그때 그 장면, 영화·드라마 속의 제주 - 해외에 뒤지지 않는 매력적인 제주 - 활기찬 제주사람들의 건강 비결 - 영혼이 빛나는 예술가들과 제주 - 신비로운 제주 설화 속의 여신 - 특별하게 즐기는 제주 체험 여행 - 바람 따라 달리는 제주 드라이빙 - 육해공을 넘나들며 즐기는 제주 레포츠 - 거장들의 예술혼이 담긴 제주의 건축물 - 지친 몸을 달래는 제주 휴식 여행 - 아름다운 풍경 속 제주 음악 여행 - 제주 향토 재료를 이용한 초간단 요리 - 훌쩍 떠나 제주에서 한 달 살기 - 날짜별로 즐기는 제주 베스트 코스 - 지역별로 즐기는 제주 베스트 코스 - 가족과 함께 즐기는 제주 4일 코스 - 연인과 로맨틱한 제주 2일 코스 - 맛있게 휴식하는 제주 2일 코스 - 입이 즐거운 제주 맛집 기행 3일 코스 - 동아리 & 회사 연수 여행 코스 - 버스타고 돌아보는 제주 여행 코스 | Travel Preparation - 여행 준비하기 - 제주 기초 정보 - 여행 준비 과정 - 교통편 & 숙소 예약하기 - 여행자보험 가입하기 - 완벽한 짐 꾸리기 - 알뜰 여행 정보 - 제주 방언 한 마디 - 유용한 전화번호 & 홈페이지 - 제주 이렇게 간다 - 제주 도내 교통 Zoom in Jeju Guide - 핵심 지역 가이드 - 한눈에 보는 제주 Quick View - 낭만의 섬, 제주의 관문 제주시 - 제주 남단의 정겹고 다이내믹한 도시 서귀포시 - 우아하고 럭셔리한 그린 시티 중문관광단지 - 따스하고 넉넉한 어머니의 품 한라산과 중산간 - 가슴 가득 벅차게 차오르는 풍경 제주 동해안 - 그리운 소꿉친구 같이 다정한 그 곳 제주 서해안 - 에메랄드빛 바다와 초록빛 초원이 가슴 가득히 우도 - 가슴이 탁 트이는 이곳, 우리나라 최남단 마라도 - 파란 바다와 초록 보리밭에 물드는 곳 가파도 - 하늘에서 날아와 소담하게 바다에 앉았다 비양도 Where to Stay - 여행 숙소 - 숙소 예약하기 & 호텔 용어 - 각 지역별 숙소 소개 - 인덱스 |

### 핵심일본편
| 지은이의 말 이 책의 구성은 일본 개요 간토 - 간토 여행 추천 일정 - 간토에서 이것만은 꼭 디즈니리조트 - 도쿄 - 신주쿠 - 시부야 - 우에노 - 아키하마라 - 아사쿠사 - 하라주쿠․오모테산도․아오야마 - 시모키타자와 - 에비스․다이칸야마 - 긴자 - 간다․진보초․오차노미즈 - 시오도메 - 오다이바 - 마루노우치 - 요코하마 - 미나토미라이 21 - 모토마치․야마테 - 간나이․이세자키초 - 닛코 - 닛코 중심가 - 주젠지코 - 하코네 - 하코네유모토 - 미야노시타 - 고라․니노다이라 온센 - 오와쿠다니 - 아시노코 간사이 - 간사이 여행 추천 일정 - 간사이에서 이것만은 꼭 유니버설 스튜디오 - 오사카 - 미나미오사카 - 기타오사카 - 베이 에어리어 - 오사카성 - 덴노지․신세카이 - 고베 - 산노미야 주변 - 아리마온센 - 교토 - 교토역 주변 - 도후쿠지․후시미이나리 - 긴카쿠지․철학의 길 - 킨카쿠지․고류지 - 교토 중심부 - 기요미즈데라․아사카진자 - 아라시야마 - 시모가모진자․고쇼 - 나라 - 나라코엔 - 니시노쿄 - 호류지 | 규슈 - 규슈 여행 추천 일정 - 규슈에서 이것만은 꼭 하우스텐보스 - 후쿠오카 - 하카타 - 덴진 - 베이 에어리어 - 나가사키 - 주오지역 - 오우라 - 우라카미 - 유후인 - 유후인온센 - 구마모토․아소 - 구마모토 시내 - 아소 - 구로카와 - 구로카와온센 홋카이도 - 홋카이도 여행 추천 일정 - 홋카이도에서 이것만은 꼭 테이네스키장 - 삿포로 - 오도리코엔 - JR 삿포로역 - 스스키노 - 오타루 - 운가코엔․주오바시 - 아사쿠사바시․사카이마치도리 - 하코다테 - 모토마치 - 베이 에어리어 - 고료카쿠 - 노보리베쓰․도야코 - 노보리베쓰온센 - 도야코 일본 여행 준비편 - STEP 1 여행계획짜기 - STEP 2 서류 준비하기 - STEP 3 여행 상품 구매하기 - STEP 4 여행 준비물 확인하기 - STEP 5 짐 꾸리기 일본 여행 실전편 - 입 출국 가이드 - 여행 Q&A - 여행 회화 |

### 도쿄편
| 일러두기 인사이드 도쿄(Inside Tokyo) - 간토 추천 코스 - 간토 주요 축제 - 간토 먹거리 가이드 - 스이카 이용 가이드 도쿄 TOKYO - 도쿄는 어떤 곳일까? - 도쿄로 가는 방법 - 도쿄 시내 교통 - 알뜰 교통 패스 - 신주쿠 - 시부야 - 하라주쿠 - 다이칸야마·에비스 - 나카메구로 - 록폰기 - 아자부주반 - 하마마쓰초·도쿄타워 - 시오도메 - 오다이바 - 긴자 - 히비야 - 마루노우치·니혼바시 - 쓰키지 - 쓰키시마 - 아카사카 - 이케부쿠로 - 우에노 - 야나카·네즈·센다기 - 아사쿠사 - 아키하바라 - 오차노미즈 - 스이도바시·도쿄돔시티 - 가구라자카 - 기치조지·미타카 - 나카노 - 시모키타자와 - 지유가오카 요코하마 YOKOHAMA - 요코하마는 어떤 곳일까? - 요코하마로 가는 방법 - 요코하마 시내 교통 - 알뜰 교통 패스 - 미나토미라이21 - 요코하마 주카가이 - 모토마치·야마테 - 바샤미치·간나이 - 야마시타코엔 - 요코하마역 주변 - 요코하마 베이사이드 | 하코네 HAKONE - 하코네는 어떤 곳일까? - 하코네로 가는 방법 - 하코네 시내 교통 - 알뜰 교통 패스 - 하코네유모토 - 미야노시타 - 오와쿠다니 - 아시노코 닛코 NIKKO - 닛코는 어떤 곳일까? - 닛코로 가는 방법 - 닛코 시내 교통 - 알뜰 교통 패스 - 닛코산나이 - 주젠지코 - 기누가와온센 가마쿠라 KAMAKURA - 가마쿠라는 어떤 곳일까? - 가마쿠라로 가는 방법 - 가마쿠라 시내 교통 - 알뜰 교통 패스 - 가마쿠라역 주변 - 에노시마 트래블 플러스 Travel Plus - 도쿄디즈니리조트 - 후지산 도쿄 호텔 TOKYO HOTEL - 도쿄의 추천 호텔 여행 준비 PREPARATION - 일본 기초정보 - 여행 계획 세우기 - 여권 만들기 - 예산 짜기 - 항공권 예약하기 - 숙소 예약하기 - 면세점 쇼핑하기 - 환전하기 - 짐 꾸리기 - 전화·인터넷·우편 - 우리나라 공항 안내 - 사진으로 보는 출입국 과정 - 일본 입국 카드·휴대품 신고서 작성 - 여행 회화 - 인덱스 |

### 오사카편
| 일러두기 인사이드 오사카(Inside Osaka) - 간사이 한눈에 보기 - 간사이 추천 코스 - 간사이 주요 축제 - 간사이 먹거리 가이드 - 간사이 쇼핑 추천 아이템 - 간사이 지역 주요 철도 - 유용한 교통 패스 오사카 OSAKA - 오사카는 어떤 곳일까? - 오사카로 가는 방법 - 오사카 시내 교통 - 알뜰 교통 패스 - 오사카 베스트 여행 코스 - 미나미 오사카 - 기타 오사카 - 덴노지·신세카이 - 오사카성 - 베이에어리어 교토 KYOTO - 교토는 어떤 곳일까? - 교토로 가는 방법 - 교토 시내 교통 - 알뜰 교통 패스 - 교토 베스트 여행 코스 - 교토역 주변 - 교토 남부 - 기요미즈데라·기온 - 긴카쿠지 주변 - 오하라 - 킨카쿠지 주변 - 아라시야마 고베 KOBE - 고베는 어떤 곳일까? - 고베로 가는 방법 - 고베 시내 교통 - 알뜰 교통 패스 - 고베 베스트 여행 코스 - 산노미야 - 베이에어리어 - 아리마 온천 - 히메지 - 다카라즈카 | 나라 NARA - 나라는 어떤 곳일까? - 나라로 가는 방법 - 나라 시내 교통 - 알뜰 교통 패스 - 나라 베스트 여행 코스 - 나라 공원 - 니시노쿄 - 이카루가 와카야마 WAKAYAMA - 와카야마는 어떤 곳일까? - 와카야마 베스트 여행 코스 - 와카야마시 - 고야산 - 시라하마 - 나치가쓰우라 여행 준비 PREPARATION - 일본 기초정보 - 오사카 여행 FAQ - 여행 계획 세우기 - 여권 만들기 - 예산 짜기 - 항공권 예약하기 - 숙소 예약하기 - 면세점 쇼핑하기 - 환전하기 - 짐 꾸리기 - 전화·인터넷·우편 - 우리나라 공항 안내 - 사진으로 보는 출입국 과정 - 일본 입국 카드·휴대 - 품 신고서 작성 - 여행 회화 - 인덱스 |

### 나고야편
| 일러두기 인사이드 나고야 - 나고야 명물 먹거리, 나고야메시 - 꼭 봐야 할 나고야 명소 - 나고야의 아침, 모닝 서비스 - 나고야 베스트 쇼핑몰 - 나고야 박물관, 미술관 산책 - 나고야 베스트 코스 나고야 교통 - 우리나라 공항 안내 - 출입국 과정 - 신고서 작성 방법 - 센트레아 공항 안내 - 시내로 이동하기 - 시내교통 - 교통패스 나고야 가이드 - 나고야 한눈에 보기 - 나고야역 - 도요타박물관과 모리코로파크 - 사카에 - 사카에 지하상가 - 오스 - 덴푸노유 - 나고야성&도쿠가와엔 - 분카노미치 - 가쿠오잔 | 호시가오카 - 아쓰타진구 - 나고야항 나고야 근교 - 이누야마 - 메이지무라 - 세토 - 도코나메 여행 준비 - 일본 기초 정보 - 일본 여행 FAQ - 여행 계획 세우기 - 여권 만들기 - 예산 짜기 - 항공권 예약하기 - 숙소 예약하기 - 나고야 인기 호텔 - 면세점 쇼핑하기 - 환전하기 - 짐 꾸리기 - 전화·인터넷·우편 - 여행 회화 - 인덱스 |

### 규슈편
| 인사이드 규슈 - 규슈 절경 - 규슈 테마파크 - 규슈 온천 - 도심 속 당일치기 온천 - 규슈 쇼핑몰 - 규슈 명물 음식 - 규슈 여행 코스 여행 시작하기 - 우리나라 공항 안내 - 사진으로 보는 출입국 과정 - 배를 이용해서 규슈로 가기 - 규슈의 교통패스 후쿠오카 - 후쿠오카는 어떤 곳일까? - 후쿠오카 여행 FAQ - 후쿠오카 축제 BEST 6 - 후쿠오카 명소 BEST 5 - 후쿠오카로 가는 방법 - 후쿠오카 주변 도시로 가는 방법 - 후쿠오카 시내교통 - 후쿠오카 교통패스 - 하카타 - 나카스 야타이 - 덴진ㆍ다이묘 - 베이에어리어 - 후쿠오카 3대 공원 100배 즐기기 - 도스 프리미엄 아웃렛 - 다자이후 - 야나가와 - 기타큐슈 나가사키 - 나가사키는 어떤 곳일까? - 나가사키 여행 FAQ - 나가사키 축제 BEST 6 - 나가사키 명소 BEST 5 - 나가사키로 가는 방법 - 나가사키 주변 도시로 가는 방법 - 나가사키 시내교통 - 나가사키 - 나가사키의 명물 음식 - 사세보 - 시마바라 - 운젠 - 하우스텐보스 사가 - 사가는 어떤 곳일까? - 사가 여행 FAQ - 사가 명소 BEST 5 - 사가로 가는 방법 - 가라쓰·요부코 - 아리타 - 아름다운 도자기마을 이마리 - 다케오 온천 - 우레시노 온천 - 후루유 온천 | 구마모토 - 구마모토는 어떤 곳일까? - 구마모토 여행 FAQ - 구마모토 명소 BEST 5 - 구마모토로 가는 방법 - 구마모토 주변 도시로 가는 방법 - 구마모토 시내교통 - 아소 대중교통 - 구마모토 - 아소 - 구로카와 벳푸 - 벳푸는 어떤 곳일까? - 벳푸 여행 FAQ - 벳푸 명소 Best 5 - 벳푸로 가는 방법 - 유후인으로 가는 방법 - 벳푸 시내교통 - 벳푸 - 벳푸 핫토 - 유후인 가고시마 - 가고시마는 어떤 곳일까? - 가고시마 여행 FAQ - 가고시마 축제 BEST 4 - 가고시마 명소 BEST 5 - 가고시마로 가는 방법 - 야쿠시마로 가는 방법 - 가고시마 시내교통 - 가고시마 - 이부스키 - 야쿠시마 미야자키 - 미야자키는 어떤 곳일까? - 미야자키 여행 FAQ - 미야자키 축제 BEST 5 - 미야자키 명소 BEST 5 - 미야자키로 가는 방법 - 미야자키 시내교통 - 미야자키 - 다카치호 추천 숙소 - 규슈 추천 숙소 BEST 10 - 후쿠오카의 추천 호텔 - 나가사키의 추천 호텔 - 구마모토의 추천 호텔 - 벳푸의 추천 호텔 - 미야자키의 추천 호텔 - 가고시마의 추천 호텔 여행 준비 - 일본 기초 정보 - 여행 계획 세우기 - 여권 만들기 - 예산 짜기 - 항공권 예약하기 - 숙소 예약하기 - 면세점 쇼핑하기 - 환전하기 - 짐 꾸리기 - 전화·인터넷·우편 - 여행 회화 |

### 오키나와편
| 작가의 말 일러두기 인사이드 오키나와 ABOUT OKINAWA - 베스트 오키나와 - 오키나와 미리보기 - 오키나와 즐기기 - 오키나와 맛보기 - 오키나와 쇼핑하기 - 오키나와 추천 코스 여행 시작하기 OKINAWA TRANSPORTATION - 출·입국하기 - 렌터카 - 운전하기 - 대중교통 - 알뜰 할인 승차권 오키나와 가이드 OKINAWA GUIDE - 나하 - 국제거리 일대 - 슈리성 - 신도심 - 자마미 섬 - 아카 섬 - 도카시키 섬 - 나간누 섬 - 중부 - 우라소에·기노완·나카구스쿠 - 차탄 - 요미탄·가데나 - 오키나와(市)·우루마 | - 남부 - 도미구스쿠·이토만 - 난조 - 구다카 섬 - 미야코 - 미야코 섬 - 이시가키 - 이시가키 섬 - 다케토미 섬 - 이리오모테 섬 - 고하마 섬 - 구로 섬 - 하토마 섬 - 하테루마 섬 여행 준비하기 GETTING READY - 여행 자료 수집 - 여권 만들기 - 항공권 예약 - 숙소 예약 - 면세점 쇼핑 - 환전 - 짐 꾸리기 - 휴대전화 로밍 및 현지 인터넷 사용 - 유용한 애플리케이션 - 여행 회화 - 찾아보기 |

### 중국편
| - 저자 소개 - 중국 100배 즐기기 활용하기 - 중국 여행 추천 코스 10 - 중국 여행 베스트 108 - INDEX 베이징과 주변 도시 - 베이징 시 - 베이징[북경] - 톈진 시 - 톈진[천진] - 허베이 성 - 청더[승덕] - 산둥 성 - 지난[제남] - 타이 산[태산] - 취푸[곡부] - 쩌우셴[추현] - 칭다오[청도] - 허난 성 - 정저우[정주] - 카이펑[개봉] - 뤄양[낙양] - 쑹 산[숭산] - 산시 성 - 타이위안[태원] - 핑야오[평요] - 다퉁[대동] - 우타이 산[오대산] - 내몽골자치구 - 후허하오터[호화호특] 동북 지방 - 랴오닝 성 - 선양[심양] - 단둥[단동] - 다롄[대련] - 지린 성 - 창춘[장춘] - 지린[길림] - 연길 - 용정 - 화룡 - 도문 - 백두산 - 퉁화[통화] - 지안[집안] - 헤이룽장 성 - 하얼빈[합이빈] - 치치하얼[제제합이] - 둥징청[동경성] 상하이와 주변 도시 - 상하이 시 - 상하이[상해] - 장쑤 성 - 난징[남경] - 쑤저우[소주] - 저우좡[주장] - 우시[무석] - 딩산[정산] - 양저우[양주] - 저장 성 - 항저우[항주] - 사오싱[소흥] - 푸퉈 산[보타산] - 안후이 성 - 황산[황산] - 주화 산[구화산] - 장시 성 - 난창[남창] - 징더전[경덕진] 남부 해안과 주변 도시 - 푸젠 성 - 푸저우[복주] - 샤먼[하문] - 우이 산[무이산] - 광둥 성 - 광저우[광주] - 선전[심천] - 후난 성 - 창사[장사] - 웨양[악양] - 장자제[장가계] - 후베이 성 - 우한[무한] - 하이난 도 - 하이커우[해구] - 싼야[삼아] | 쓰촨 성과 소수민족 - 쓰촨 성 - 청두[성도] - 어메이 산[아미산] - 러 산[낙산] - 캉딩[강정] - 야딩[아정] - 주자이거우[구채구] - 쑹판[송반] - 윈난 성 - 쿤밍[곤명] - 다리[대리] - 리장[여강] - 루구 호[노고호] - 샹그릴라[향격리랍] - 징훙[경홍] - 간란바[감람패] - 다멍룽[대맹용] - 루이리[서려] - 충칭 시 - 충칭[중경] - 장강 유람 - 다쭈[대족] - 구이저우 성 - 구이양[귀양] - 자오싱[조흥] - 광시좡족자치구 - 구이린[계림] - 양숴[양삭] - 룽성[용성] - 싼장[삼강] 실크로드 - 산시 성 - 시안[서안] - 간쑤 성 - 란저우[난주] - 샤허[하하] - 자위관[가욕관] - 둔황[돈황] - 칭하이 성 - 시닝[서녕] - 타얼쓰[탑이사] - 신장위구르자치구 - 우루무치[오노목제] - 투루판[토노번] - 쿠처[고차] - 카슈가르[객십] - 타슈쿠르간[탑십고이간] 중국 알기 - 중국 기초정보 - 중국의 역사 - 중국 요리 - 중국의 술 - 중국의 음료수 여행 준비 - 여권 만들기 - 비자 받기 - 여행 시즌 - 여행정보 수집 - 예산 짜기 - 여행 일정 짜기 - 항공권 구입 - 각종 증명서 만들기 - 알뜰 환전 노하우 - 완벽한 짐 꾸리기 여행 입문 - 출국 요령 - 입국 요령 - 중국 기차의 종류 - 기차 시각표 보는 법 - 기차 예약 요령 - 기차 타고 내리기 - 기타 교통수단 - 중국의 숙박시설 - 여행 언어 - 인터넷 사용 요령 - 트래블 트러블 |

### 상하이편
| 프롤로그 - 상하이 날씨와 축제 - 상하이 명소 Best Sights 12 - 상하이 Best Food - 상하이 마트 먹거리 - 상하이 Best Doing - 상하이 Best Shopping - 상하이 Night View 코스 가이드 - 올 어바웃 상하이 1박 2일 - 올 어바웃 상하이 2박 3일 - 올 어바웃 상하이 4박 5일 - 올 어바웃 상하이 5박 6일 - 먹고 죽자 미식 기행 - 체험하는 가족 여행 - 연인을 위한 닭살 커플사진 여행 - 예술 마니아를 위한 미술관 순례 - 쇼퍼들을 위한 쇼핑 여행 여행 시작하기 - 출국! 상하이로 - 한번에 알아보는 출국 과정 - 상하이 입국 대작전 - 공항에서 시내로 - 상하이 시내교통 - 상하이 전화번호부 - 실전 여행 회화 | 지역 가이드 - 한눈에 보는 상하이 Quick View - 와이탄과 난징동루 - 인민광장과 난징시루 - 푸동 - 예원과 상하이 고성 - 화이하이루와 대한민국 임시정부 - 프랑스 조계지 - 쉬자후이와 홍차오 - 일본 조계지와 상하이역 - 상하이의 교외 자딩과 쑹장 테마 가이드 - 박물관과 예술단지 - 상하이의 미식 - 엔터테인먼트 - 숙소 근교 가이드 - 저우좡 - 통리 - 우젠 - 시탕 - 쑤저우 - 항저우 - 황산 여행 준비하기 |

### 하이난편
| 하이난 매력 탐구 Hello! Hainan - 하이난 한눈에 보기 - 알아두면 쓸모 있는 하이난 상식 - 하이난이 ‘뜨는’ 이유 - 하이난 인기 리조트 비교 분석 - 꼭 맛봐야 할 하이난 별미 - 열대과일 천국, 하이난 - 취해도 좋아! 하이난 대표 술 - 이건 꼭 사야 해! 하이난 쇼핑 필수템 - 하이난 볼거리 베스트 10 - 하이난을 100배 즐기는 레포츠 & 온천 - 흥겨운 전통, 하이난 축제 - 하이난 여행 버킷리스트 - 하이난 베스트 여행 코스 하이난 교통 Hainan Transportation - 하이난 들어가고 나오기 - 시내로 이동하기 - 시내교통 - 일일투어·택시투어 - 도시 간 이동하기 | 하이난 가이드 Hainan Guide - 하이난 전도 - 싼야 중심 - sightseeing / shopping / restaurants / nightlife / spa / staying - 싼야베이 일몰·야경 포인트 3 - 황홀한 야경 감상하는 싼야베이 유람선 - 제일야시장의 명물 거리 - 싼야 외곽 - sightseeing / shopping / restaurants / staying - 하이커우 - sightseeing / shopping / restaurants / staying 하이난 여행 준비 Travel Checkpoints - 여행 계획 세우기 - 여권 만들기 - 항공권 예약하기 - 호텔·투어 예약하기 - 여행 정보 수집하기 - 비자 준비하기 - 면세점 쇼핑하기 - 유용한 앱 다운받기 - 환전하기 - 짐 꾸리기 - 출국하기 - 하이난에서 통하는 중국어 여행 회화 |

### 타이완편
| - 작가 소개 - 일러두기 인사이드 타이완 INSIDE TAIWAN - 타이완 기본 정보 - 한눈에 보는 타이완 - 여행 포인트 - 타이완 각지의 축제 - 타이완 대표 음식 - 매력적인 간식, 샤오츠 - 각양각색 맛 좋은 음료 - 새콤달콤 열대과일 - 식도락 야시장 - 놓칠 수 없는 쇼핑 - 피로를 푸는 온천 - 타이완 감성 영화 - 타이완을 달리는 교통수단 - 타이완 베스트 코스 타이베이 TAIPEI - 타이베이처짠 - 시먼&완화 - 쭝샨&솽롄 - 용캉제 - 꽁관&스따 - 동취 - 신이 - 쏭샨 - 위엔샨 - 스린 - 양밍샨 - 신베이터우 - 똥우위엔&마오콩 타이완 북부 NORTHERN TAIWAN - 딴쉐이 - 빠리 - 북해안 - 예류 - 지룽 - 지우펀 - 진과스 - 핑시 - 션컹 - 푸롱 - 잉꺼&싼샤 - 우라이 - 비탄 | 타이완 중서부 MIDDLE WESTERN TAIWAN - 타이중 - 짱화 - 루강 - 지지 - 르웨탄 - 루샨 온천 - 아리샨 - 진먼다오 타이완 남부 SOUTHERN TAIWAN - 타이난 - 안핑 - 관쯔링 온천 - 까오숑(북부) - 챠오터우 - 까오숑(남부) - 치진 - 메이농&치샨 - 샤오류츄 - 컨딩 타이완 동부 EASTERN TAIWAN - 이란 - 터우청 - 쟈오시 - 뤄동 - 쑤아오 - 화롄 - 타이동 - 즈번 온천 - 츠샹 - 뤼다오 여행 준비 GETTING READY - 여행 계획 세우기 - 여권 만들기 - 항공권 예약하기 - 숙소 예약하기 - 여행 정보 수집하기 - 면세점 이용하기 - 환전하기 - 현지 인터넷 사용하기 - 유용한 애플리케이션 - 사건·사고 대처하기 - 우리나라 공항 안내 - 출국하기 - 타이완 입국하기 - 타이완 출국하기 - 타이완 여행 FAQ - 타이완 여행 회화 - 찾아보기 |

### 홍콩편
| - 저자 소개 - 일러두기 인사이드 홍콩 - 홍콩 기초 정보 - 홍콩의 사계절 - 홍콩의 역사 - 반짝반짝 빛나는 홍콩의 아이콘 - 홍콩의 명물 이층버스와 트램 - 꼭 맛봐야 할 홍콩의 먹거리 - 홍콩 레스토랑 가이드 - 홍콩에서 얌차 즐기기 - 딤섬 종류를 알아보자 - 달콤한 홍콩의 디저트 - 홍콩에서 온 선물 - 쇼핑 천국 홍콩의 쇼핑몰 - 홍콩 여행 베스트 코스 여행 시작하기 - 우리나라 공항 안내 - 출국하기 - 홍콩 입국하기 - 공항에서 시내로 가는 방법 - 홍콩 여행 필수품, 옥토퍼스 카드 - 홍콩 시내 교통 - 홍콩에서 한국 오기 홍콩 가이드 - 침사추이 - 야우마테이 - 몽콕 - 센트럴 - 소호 & 란콰이퐁 - 썽완 - 빅토리아 피크 - 완차이 - 코즈웨이 베이 | - 해피밸리 - 애버딘 - 리펄스 베이 - 스탠리 - 란타우 섬 - 디즈니랜드 홍콩 - 오션 파크 마카오 가이드 - 마카오 기초 정보 - 마카오의 역사 - 마카오 가는 방법 - 공항에서 시내로 가는 방법 - 마카오 시내 교통 - 마카오 베스트 먹거리 - 마카오에서 온 선물 - 또 하나의 즐거움! 공연 즐기기 - 마카오 최고의 오락, 카지노 - 마카오 여행 베스트 코스? - 마카오 반도 - 타이파 & 코타이 - 콜로안 숙소 가이드 - 홍콩 섬 - 까우롱 반도 - 마카오 여행 준비하기 - 여행 계획 세우기 - 여행 예산 짜기 - 여권 만들기 - 항공권 예약하기 - 숙소 예약하기 - 면세점 쇼핑하기 - 환전하기 - 사건·사고 대처하기 - 실전 광둥어 여행 회화 - 찾아보기 |

### 태국편[3]
| - 일러두기 - 저자 소개 - 추천 코스 16 태국 Thailand - 태국 개요 - 방콕 - 방콕 Bangkok - 카오산 로드 Khaosan Road - 태국 중부 - 깐짜나부리 Kanchanaburi - 아유타야 Ayuthaya - 롭부리 Lopburi - 파타야 Pattaya - 꼬 싸멧 Ko Samet - 뜨랏 Trat - 꼬 창 Ko Chang - 피마이 Phimai - 쑤코타이 Sukhothai - 씨 싸차날라이 Si Satchanalai - 태국 북부 - 치앙마이 Chiang Mai - 고산족 - 람빵 Lampang - 빠이 Pai - 매홍쏜 Mae Hong Son - 치앙라이 Chiang Rai - 매싸롱 Mae Salong - 매싸이 Mae Sai - 치앙쌘 Chiang Saen - 치앙콩 Chiang Khong - 난 Nan - 농카이 Nong Khai - 태국 남부 - 푸껫 Phuket - 꼬 피피 Ko Phi Phi - 끄라비 Krabi - 뜨랑 Trang - 춤폰 Chumphon - 쑤랏타니 Surat Thani - 꼬 싸무이 Ko Samui - 꼬 팡안 Ko Pha Ngan - 꼬 따오 Ko Tao | 베트남 Vietnam - 베트남 개요 - 베트남 중남부 - 호치민 Ho Chi Minh - 미토 My Tho - 껀터 Can Tho - 쩌우독 Chau Doc - 달랏 Da Lat - 무이네 Mui Ne - 냐짱 Nha Trang - 호이안 Hoi An - 다낭 Da Nang - 훼 Hue - 베트남 북부 - 닌빈 Ninh Binh - 하노이 Ha Noi - 하롱 베이 Ha Long Bay - 싸파 Sa Pa - 박하 Bac Ha 캄보디아 Cambodia - 캄보디아 개요 - 프놈펜 Phnom Penh - 씨엠리업 Siem Reap - 앙코르 유적 Angkor Ruins - 바탐방 Battambang - 씨하눅빌 Sihanoukville - 깜 Kampot - 끄라쩨 Kratie - 라따나끼리 Ratanakiri 라오스 Laos - 라오스 개요 - 위앙짠 Vientiane - 왕위앙 Vang Vieng - 루앙프라방 Luang Prabang - 므앙 응오이 Muang Ngoi - 루앙남타 Luang Namtha - 므앙씽 Muang Sing - 훼이싸이 Huay Xai - 싸완나켓 Savannakhet - 빡쎄 Pakse - 짬빠싹 Champasak - 씨판돈 Si Phan Don Before Travelling INDEX |

### 방콕편
| - 작가 소개 - 일러두기 인사이드 방콕 - 방콕을 즐기는 10가지 키워드 - 방콕 한눈에 보기 - 태국은 어떤 곳일까? - 축제 캘린더 - 방콕 투어 프로그램 - 먹거리 - 쇼핑 - 나이트라이프 - 마사지 & 스파 - 숙소 - 추천 코스 여행 시작하기 - 우리나라 공항 안내 - 출국하기 - 방콕 입국하기 - 공항에서 시내로 - 시내 교통 정보 - 방콕에서 주변 지역으로의 교통수단 - 방콕 출국하기 | 주요 지역 가이드 - 쑤쿰윗 - 라차다 - 카오산 로드 & 왕궁 주변 - 차이나타운 - 씨암 & 아눗싸와리 - 칫롬 & 펀칫 - 통로 & 에까마이 - 싸톤 & 씰롬 - 리버사이드 주변 지역 가이드 - 파타야 - 코사멧 - 후아힌 여행 준비하기 - 여행 스타일과 패턴 정하기 - 여권 만들기 - 항공권 예약 - 호텔과 투어 예약 - 여행 정보 수집하기 - 면세점 쇼핑하기 - 환전하기 - 짐 꾸리기 - 방콕 여행 회화 - 찾아보기 |

### 치앙마이편(M)
| 치앙마이 매력 탐구 Hello! Chiang Mai - 치앙마이가 ‘뜨는’ 이유 - 아는 만큼 맛있다! 치앙마이 음식 - 태국 음식을 내 손으로! 쿠킹스쿨 - 향긋함에 중독되는 치앙마이 커피 & 카페 - 이건 꼭 사야 해! 치앙마이 쇼핑 필수템 - 실속에 감각까지! 치앙마이 숙소 - 하루쯤은 현지인처럼, 에어비앤비 - 치앙마이 럭셔리 스파 vs 실속 마사지 - 여행자도 즐기는 치앙마이 축제 - 알아두면 쓸모 있는 치앙마이 상식 - 치앙마이를 더 깊이 이해하는 6가지 키워드 - 치앙마이 버킷리스트 10 - 실전 치앙마이 베스트 여행 코스 지금 여기, 치앙마이 Here is Chiang Mai - 치앙마이 들어가고 나오기 - 치앙마이 시내 교통 - 치앙마이 지도 - 올드타운 sightseeing / shopping / restaurants / cafe / spa / staying | - 님만해민 sightseeing / shopping / restaurants / cafe / spa / staying - 님만해민에서 약간 떨어진, 하지만 묵어볼 만한 리조트 - 나이트바자 & 삥강 sightseeing / shopping / restaurants / cafe / spa / staying - 나이트바자에서 약간 떨어진, 하지만 만족도 높은 스폿 - 치앙마이 교외 치앙마이 여행 준비 How to go Chiang Mai - 여권 만들기 - 항공권 예약하기 - 호텔·투어 예약하기 - 여행 정보 수집하기 - 면세점 쇼핑하기 - 환전하기 - 짐 꾸리기 - 출국하기 |

### 푸껫편
| - 저자 소개 - 일러두기 - 푸껫 여행 회화 - 찾아보기 인사이드 푸껫 - 일반 정보 - 푸껫 Best of Best - 숙소 - 음식 - 액티비티 - 스파 - 쇼핑 - 축제 - 추천 여행 코스 여행 시작하기 - 우리나라 공항 안내 - 한국에서 출국하기 - 푸껫 입국하기 - 공항에서 시내로 이동하기 - 푸껫의 교통 정보 - 푸껫 출국하기 | 푸껫 지역 가이드 - 빠똥 - 까론 - 까따 - 나이한 - 방타오 & 라얀 - 수린 & 까말라 - 나이양 & 나이톤 - 마이까오 - 푸껫타운 - 푸껫의 기타 지역 카오락 지역 가이드 - 카오락 지역 가이드 끄라비 지역 가이드 - 피피 - 아오낭 - 라일레이 비치 - 끌롱무앙 - 끄라비타운 - 란타 여행 준비하기 - 여행 계획 세우기 - 여권 만들기 - 항공권 예약하기 - 숙소와 투어 예약하기 - 여행 정보 수집하기 - 면세점 이용하기 - 환전하기 - 사건·사고 대처하기 |

### 코사무이편
| 작가 소개 일러두기 Hello! Koh Samui - 코사무이 매력 탐구 - 코사무이 한눈에 보기 - 알아두면 쓸모 있는 코사무이 상식 - 코사무이가 매력적인 이유 - 코사무이의 아름다운 대표 해변 - 여행이 풍성해지는 대표 볼거리 - 휴양지의 핵심, 숙소 파헤치기 - 코사무이에서 즐기는 액티비티 - 코사무이 주변 일일 투어 - 알고 먹으면 더 맛있는 태국 음식 - 코사무이 최고의 로컬 식당 - 로맨틱 파인 다이닝 레스토랑 - 상큼하고 맛좋은 열대 과일 - 더운 날씨를 극복하는 음료와 술 - 피로가 풀리는 마사지 & 스파 - 놓칠 수 없는 쇼핑 아이템 - 밤을 보내는 즐거움, 나이트라이프 - 이것만은 꼭! 필수 버킷리스트 - 코사무이 베스트 여행 코스 Koh Samui Transportation - 코사무이 교통 - 코사무이로 가는 방법 - 시내로 가는 방법 - 섬 내 돌아다니기 | Koh Samui Guide - 코사무이 가이드 - 차웽 - 차웽의 워킹 투어 - 트렌디한 클럽 문화, 젊음의 나이트라이프 - 코사무이 북부 - 라마이 - 코사무이 남부 - 나톤, 코사무이의 또 다른 관문 - 드라이브로 즐기는 코사무이 - 코팡안 - 풀문 파티 - 하프문 파티 & 블랙문 파티 - 코타오 Travel Checkpoints - 코사무이 여행 준비 - 여권 만들기 - 항공권 예약하기 - 숙소 & 투어 예약하기 - 여행 정보 수집하기 - 면세점 쇼핑하기 - 환전하기 - 짐 꾸리기 - 출국하기 알아두면 편리한 태국어 많이 사용하는 영어 표현 INDEX |

### 베트남편
| 인사이드 베트남 INSIDE Vietnam - Sightseeing - 베트남 기본 정보 - 기후와 날씨 - 베트남 대표 여행지 - 여행 하이라이트 10 - 대표 휴양지 매력 분석 - 베트남 축제 캘린더 - Eating - 꼭 먹어봐야 할 음식 10 - 잘 알려지지 않은 별미 10 - 강력 추천 심쿵 디저트 5 - 베트남 맥주 열전 - 중독성 있는 베트남 커피와 차 - 하노이 옛날 카페 BEST 3 - 호찌민시 스타일리시 카페 BEST 3 - 메뉴판 파헤치기 - Shopping - 베스트 쇼핑 아이템 - 커피 잘 고르기 - Transportation - 도시간 교통수단 - 시내 교통수단 - Best Course - 북부 베스트 코스 - 중부 베스트 코스 - 남부 베스트 코스 - 남북 종단 베스트 코스 여행 시작하기 TRAVEL START - 우리나라 공항 안내 - 출국하기 - 베트남 입국하기 - 베트남에서 출국하기 - 알아두면 좋은 베트남어 | 베트남 북부 NORTHERN Vietnam - 하노이 - 하롱베이 - 닌빈 - 싸파 - 박하 일요 시장 베트남 중부 CENTRAL Vietnam - 다낭 - 호이안 - 미썬 유적지 - 후에 - 비무장지대 베트남 남부 SOUTHERN Vietnam - 호찌민시 - 메콩 델타 - 꾸찌 터널 - 무이네 - 냐짱 - 달랏 - 푸꿕 섬 여행 준비하기 TRAVEL PREPARATION - 여행 계획 세우기 - 여권과 비자 - 항공권 예약하기 - 숙소 예약하기 - 면세점 이용하기 - 환전하기 - 사건·사고 대처하기 |

### 라오스편
| 인사이드 라오스 - 라오스 볼거리 베스트 10 - 라오스의 액티비티 - 라오스의 불교 - 라오스의 음식 베스트 10 - 라오스의 요리 - 라오스의 과일 - 라오스의 술 - 라오스의 커피 - 베스트 쇼핑 아이템 - 도시 간 교통수단 - 시내 교통수단 - 라오스 베스트 코스 라오스 FAQ 9 - 라오스는 언제 가는 게 제일 좋나요? - 예산은 얼마나 잡아야 하나요? - 환전은 어떻게 할까요? - 어떤 항공권을 사는 게 좋을까요? - 숙소 예약은 어떻게 하나요? - 챙겨야 할 여행준비물은? - 스마트폰은 로밍해야 할까요? - 라오스는 안전한가요? - 영어는 잘 통하나요? - 서바이벌 라오스어 | 여행 시작하기 - 우리나라 공항 안내 - 우리나라에서 출국하기 - 라오스 입국하기 - 라오스에서 출국하기 - 라오스에 대한 기본 상식 라오스 가이드 - 비엔티안 - 비엔티안의 랜드 마크 - 비엔티안의 국수 가게 - 라오스에서 자라는 특별한 커피 - 방비엥 - 방비엥 액티비티 100배 즐기기 - 방비엥 샌드위치 - 루앙 프라방 - 루앙 프라방의 아침식사 - 루앙 프라방의 전통 공연 - 명물 국수 가게 - 루앙 프라방 야시장의 먹을거리 - 라오스 쿠킹 클래스 - 루앙 프라방의 강변 전망 카페 여행 준비하기 - 여행 정보 수집 - 여권과 비자 - 여행자 보험 가입하기 - 면세점 이용하기 - 주의사항 TOP 12 |

### 말레이시아편
| - 일러두기 - 인덱스 PROLOGUE 프롤로그 - 일반 정보 - 말레이시아를 사랑할 수 밖에 없는 이유 - 지역별 추천 코스 - 근접 국가 연계해서 여행하기 - 알뜰한 여행자를 위한 팁 - 말레이시아와 이슬람 문화 - 축제와 명절 - 호텔 & 리조트 - 음식 - 스파 & 마사지 - 쇼핑 - 말레이시아의 베스트 오브 베스트 KUALA LUMPUR 쿠알라룸푸르 - 들어가고 나가기 - 돌아다니기 - 베스트 코스 2일 - 이것만은 꼭 해보자 - KLCC & 기타 지역 - 관광 / 레스로탕 / 나이트 라이프 / 쇼핑몰 & 타운 / 스파 & 마사지 / 호텔 & 리조트 - 부킷 빈탕 - 레스토랑 / 쇼핑몰 & 타운 / 스파 & 마사지 / 호텔 & 리조트 - 쿠알라룸푸르에서 즐기는 외곽 투어 - 리조트 월드 겐팅 / 카메론 하일랜드 / 선웨이 라군 / 부킷 팅기, 버자야 힐스 / 방사르 / 바투 동굴 / 세팡 MELAKA 믈라카 - 들어가고 나가기 & 돌아다니기 - 관광 / 레스토랑 / 호텔 & 리조트 KOTA KINABALU 코타키나발루 - 들어가고 나가기 - 돌아다니기 - 베스트 코스 2일 - 이것만은 꼭 해보자 - 코타키나발루 중심 - 관광 / 레스토랑 / 나이트 라이프 / 쇼핑몰 & 타운 / 스파 & 마사지 / 호텔 & 리조트 - 북보르네오 증기기관차 여행 - 코타키나발루 기타 지역 - 레스토랑 / 쇼핑몰 & 타운 / 스파 & 마사지 / 호텔 & 리조트 - 코타키나발루 제대로 즐기자! 베스트 투어 5 - 툰쿠 압둘 라만 공원 / 만타니니 섬 투어 / 키나발루 산 / 반딧불이 투어 / 마리마리 투어 | LANGKAWI 랑카위 - 들어가고 나가기 - 돌아다니기 - 베스트 코스 2일 - 이것만은 꼭 해보자 - 랑카위 서부 - 관광 / 레스토랑 / 나이트 라이프 / 쇼핑몰 & 타운 / 스파 & 마사지 / 호텔 & 리조트 - 랑카위 동부 - 관광 / 레스토랑 / 쇼핑몰 & 타운 / 스파 & 마사지 / 호텔 & 리조트 - 랑카위의 인기 액티비티 - 파야 섬 코럴 투어 / 아일랜드 호핑 투어 / 맹그로브 투어 / 골프 / 랑카위 악어 농장 / 선셋 크루즈 PENANG 페낭 - 들어가고 나가기 - 돌아다니기 - 베스트 코스 2일 - 이것만은 꼭 해보자 - 조지타운과 주변 지역 - 관광 / 레스토랑 / 나이트 라이프 / 쇼핑몰 & 타운 / 스파 & 마사지 / 호텔 & 리조트 - 조지타운 워킹 투어 - 페낭 기타 지역 - 관광 / 레스토랑 / 나이트 라이프 / 쇼핑몰 & 타운 / 스파 & 마사지 / 호텔 & 리조트 - 페라나칸 음식 - 페낭 요리 PREPARATION 여행 준비 - 비자와 여권 만들기 - 항공권과 숙소 예약하기 - 여행 정보 수집하기 - 환전하기 - 여행 짐 꾸리기 TAKE A TRIP 여행 실전 - 공항으로 출발하기 - 공항으로 출국하기 - 말레이시아 입국 - 기억해두면 편리한 말레이어 |

### 코타키나발루편(M)
| - 작가 소개 - 일러두기 - 말레이시아 전도 코타키나발루 매력 탐구 Hello! Kota Kinabalu - 말레이시아를 사랑할 수밖에 없는 이유 - 말레이시아와 이슬람 문화 - 말레이시아의 축제와 명절 - 베스트 오브 말레이시아 - 진정한 쇼핑 천국 말레이시아 - 슈퍼마켓에서 이색 아이템 건지기 - 다채롭고 조화로운 말레이시아 음식 - 싱싱한 열대 과일 맛보기 - 코타키나발루 리조트 파헤치기 - 코타키나발루에서 이것만은 꼭 하자! 지금 여기, 코타키나발루 Here is Kota Kinabalu - 코타키나발루는 어떤 곳일까? - 코타키나발루 들어가고 나오기 - 코타키나발루 돌아다니기 - 코타키나발루 베스트 코스 - 기억해두면 편리한 말레이어 | - 코타키나발루 중심 - SIGHTSEEING / SHOPPING / RESTAURANTS / NIGHTLIFE / SPA / STAYING - 북보르네오 증기기관차 여행 - 코타키나발루 기타 지역 - SIGHTSEEING / SHOPPING / RESTAURANTS / SPA / STAYING - 코타키나발루 제대로 즐기자! 베스트 투어 코타키나발루 여행 준비 How to go Kota Kinabalu - D-50 말레이시아 알아보기 - 여행 계획 세우기 - D-45 여권 만들기 - D-40 항공권과 숙소 예약하기 - D-20 여행 정보 수집하기 - D-10 면세점 쇼핑 - D-5 환전하기 - D-1 짐 꾸리기 & 여행자보험 가입하기 - D-day 출국하기 - INDEX |

### 싱가포르편
| - 저자 소개 - 일러두기 인사이드 싱가포르 - 싱가포르는 어떤 곳일까? - 싱가포르의 축제 - 싱가포르 대표 여행지 - 싱가포르 여행 하이라이트 SIGHTSEEING - 테마파크 - 최고의 시티뷰 포인트 - 야경 즐기기 EATING - 싱가포르 대표 음식 - 음료 & 디저트 - 호커센터 vs 푸드코트 - 다이닝 핫스폿 - 전망 좋은 바 - 뷔페 레스토랑 - 애프터눈 티 - 아시아 푸드 - 열대 과일 - 로컬 프랜차이즈 SHOPPING - 싱가포르 쇼핑의 매력 - 베스트 쇼핑 플레이스 - 놓치기 아까운 추천 숍 - 싱가포르 기념품 - GST 환급을 알아보자! - 싱가포르 베스트 여행 코스 여행 시작하기 - 우리나라 공항 안내 - 출국하기 - 싱가포르 입국하기 - 공항에서 시내로 가는 방법 - 싱가포르 시내 교통 - 싱가포르에서 한국 오기 | 주요 지역 가이드 - 올드 시티 - 마리나 베이 - 리버사이드 - 오차드 로드 - 뎀시힐 - 홀랜드 빌리지 - 차이나타운 - 부기스 - 리틀 인디아 - 센토사 섬 - 하버 프런트 주변 지역 가이드 - 동부 지역 - 서부 지역 - 중북부 지역 - 조호바루 - 바탐 섬 - 빈탄 섬 숙소 가이드 - 호스텔 - 중급 호텔 - 부티크 호텔 - 고급 호텔 여행 준비하기 - 여행 계획 세우기 - 여권 만들기 - 항공권 예약하기 - 숙소 예약하기 - 면세점 이용하기 - 환전하기 - 사건 사고 대처하기 - 찾아보기 |

### 발리편
| 프롤로그 - 발리를 사랑할 수밖에 없는 101가지 이유 - 테마별 추천 코스 - 여행 고수 아쿠안들이 뽑은 발리의 최고 Best of Bali - 발리에 대한 오해와 진실 - 발리에 사는 사람들이 말하는 발리 발리 여행 실전 - 우리나라 공항 안내 - 인천공항에서 출국하기 - 출입국 카드 작성하기 - 발리로 입국하기 - 공항 빠져 나가기 - 발리에서 출국하기 - 발리 내 이동하기 - 환전하기 - 전화하기 - 인터넷 - 치안과 안전 발리 지역별 가이드 - 발리는 어떤 곳일까? - 발리 한눈에 보기 - 꾸따 Kuta - 꾸따 이렇게 여행하자 - 꾸따의 볼거리 Sightseeing - 꾸따의 레스토랑 Restaurants - 꾸따의 나이트라이프 Night Life - 꾸따의 스파 Spa - 꾸따의 쇼핑 Shopping - 꾸따의 숙소 Hotel & Resorts - 스미냑 Seminyak - 스미냑 이렇게 여행하자 - 스미냑의 볼거리 Sightseeing - 스미냑의 레스토랑 Restaurants - 스미냑의 나이트라이프 Night Life - 스미냑의 스파 Spa - 스미냑의 쇼핑 Shopping - 스미냑의 숙소 Hotel & Resorts - 짐바란 Jimbaran - 짐바란 이렇게 여행하자 - 짐바란의 볼거리 Sightseeing - 짐바란의 레스토랑 Restaurants - 짐바란의 나이트라이프 Night Life - 짐바란의 스파 Spa - 짐바란의 숙소 Hotel & Resorts - Plus Area 술루반 서퍼 마을 Suluban Surfer Village - 누사두아 Nusa Dua - 누사두아 이렇게 여행하자 - 누사두아의 액티비티 Activity - 누사두아의 레스토랑 Restaurants - 누사두아의 스파 Spa - 누사두아의 쇼핑 Shopping - 누사두아의 숙소 Hotel & Resorts - 사누르 Sanur - 사누르 이렇게 여행하자 - 사누르의 레스토랑 Restaurants - 사누르의 스파 Spa - 사누르의 쇼핑 Shopping - 사누르의 숙소 Hotel & Resorts - 우붓 Ubud - 우붓 이렇게 여행하자 - 우붓의 볼거리 Sightseeing - 우붓의 액티비티 Activity - 우붓의 레스토랑 Restaurants - 우붓의 스파 Spa - 우붓의 쇼핑 Shopping - 우붓의 숙소 Hotel & Resorts - 발리의 전통 공연 즐기기 - 우붓의 예술에 취하다 - 갤러리 탐방하기 - Plus Area 브두굴 Bedugul - 짠디다사 Candidasa - 짠디다사 이렇게 여행하자 - 짠디다사의 볼거리 Sightseeing - 짠디다사의 레스토랑 Restaurants - 짠디다사의 스파 Spa - 짠디다사의 숙소 Hotel & Resorts - 빠당바이 Padangbai - 띠르따 강가 Tirta Gangga | - 아멧 Amed - 아멧 이렇게 여행하자 - 아멧의 볼거리 Sightseeing - 아멧의 액티비티 Activity - 아멧의 레스토랑 Restaurants - 아멧의 숙소 Hotel & Resorts - 로비나 Lovina - 로비나 이렇게 여행하자 - 로비나의 액티비티 Activity - 로비나의 레스토랑 Restaurants - 로비나의 스파 Spa - 로비나의 숙소 Hotel & Resorts - 멘장안 Menjangan - 멘장안 이렇게 여행하자 - 멘장안의 볼거리 Sightseeing - 멘장안의 액티비티 Activity - 멘장안의 숙소 Hotel & Resorts - 렘봉안 Lembongan - 렘봉안 이렇게 여행하자 - 렘봉안의 볼거리 Sightseeing - 렘봉안의 액티비티 Activity - 렘봉안의 레스토랑 Restaurants - 렘봉안의 숙소 Hotel & Resorts 롬복 지역 가이드 - 또 다른 섬으로의 초대, 롬복 Lombok - 롬복은 어떤 곳일까? - 롬복에서 꼭 해야 할 일 - 롬복의 볼거리 Sightseeing - 롬복의 레스토랑 Restaurants - 롬복의 스파 Spa - 롬복의 숙소 Hotel & Resorts - 트라왕간 섬 Gili Trawangan 발리 테마별 가이드 - 호텔과 리조트 - 음식과 과일 - 스파와 맛사지 - 액티비티 - 쇼핑 - 종교와 문화 그리고 예술 발리 여행 준비 - 발리 여행을 위한 D-60 - 여행 계획 세우기 D-day 60 - 여권 만들기 D-day 50 - 항공권 예약 D-day 40 - 숙소 예약 D-day 30 - 여행 정보 수집 D-day 20 - 환전하기 & 여행자 보험 D-day 10 - 면세점 쇼핑 D-day 5 - 짐 꾸리기 D-day 2 - 여행 인도네시아어 발리 Map - 꾸따 - 꾸따 상세도 - 뽀삐스 - 스미냑 - 스미냑 상세도 - 짐바란 - 누사두아 - 사누르 - 우붓 - 우붓 상세도 - 브두굴 - 짠디다사 - 빠당바이 - 띠르따 강가 - 아멧 - 로비나 - 멘장안 - 렘봉안 - 롬복 - 승기기 상세도 - 트라왕간 섬 상세도 - 폴더 지도 발리 전도·한국과 발리·인도네시아 전도 일러두기 찾아보기 Index |

### 필리핀편
| - 일러두기 - 필리핀 전도 INSIDE PHILIPPINES 인사이드 필리핀 - 기본 정보 - 필리피노 액티비티 - 필리핀 음식해산물 - 체인 레스토랑 - 열대 과일술 - 쇼핑 - 스파&마사지 - 숙소 - 선정베스트 필리핀여행 코스 BORACAY 보라카이 - 일반 정보 들어가고 나오기 - 교통보라카이에서 꼭 해야 할 일 - 보라카이 전도 - 디 몰 - 화이트비치, 그 아름다움과 활용에 대해 - 우기의 보라카이 - 화이트비치 북쪽 - 보라카이의 밤은 낮보다 아름답다 - 보라카이의 개성 만점 럭셔리 스파 체험 - 화이트비치 남쪽 - 보라카이의 액티비티 - 보라카이의 호핑 투어 - 스릴 넘치는 다이빙 스폿, 아리엘 포인트 - 기타 - 디니위드 비치로 떠나는 비치 트립 - 무인도와 같은 원시의 매력을 느낄 수 있는, 발링하이 비치 CEBU & BOHOL 세부 & 보홀 - 일반 정보 - 들어가고 나오기 - 교통 - 세부에서 꼭 해야 할 일 - 세부 & 보홀 전도 - 세부 시티 - 아얄라 센터 - SM 시티 - 바닐라드 타운 센터 - 더 워크 - 크로스 로드 - 바비큐 문화 탐구 - 세부 헤리티지 워킹 투어 - 세부의 추천 리조트와 섬 | - 막탄 - 리조트에서 즐기는 데이 트립 - 세부의 아일랜드 호핑 투어 - 보홀 - 보홀에서 투어 100배 즐기기 MANILA 마닐라 - 일반 정보 - 들어가고 나오기 - 교통 - 마닐라에서 꼭 해야 할 일 - 마닐라 시티 - 리조트 월드 마닐라 - 몰 오브 아시아 - 인트라무로스 - 마카티 - 그린벨트 - 더 포트 보니파시오 - 버고스 서클 - 이스트우드 시티 - 마닐라에서 즐기는 특별한 만찬 PREPARATION 여행 준비 - 여행 계획 세우기 - 여권 만들기 - 항공권 예약하기 - 숙소 예약하기 - 여행 정보 수집하기 - 면세점 쇼핑 - 환전하기 - 짐 꾸리기 & 여행자보험 가입하기 - 공항으로 출발하기 - 공항에서 출국하기 - INDEX |

### 보라카이편(M)
| - 작가 소개 - 일러두기 - 필리핀 전도 보라카이 매력 탐구 Hello! Boracay - 느긋하고 유쾌한 필리피노 - 천혜의 바다에서 즐기는 액티비티 - 다양한 문화를 먹는 필리핀 음식 - 싸고 신선한 해산물 맛보기 - 세계적 수준의 체인 레스토랑 - 열대 과일의 천국 - 득템 찬스! 인기 쇼핑 아이템 - 현지인들이 즐기는 술 - 스파 & 마사지로 릴랙스 타임 - 직접 묵어보고 추천하는 숙소 - 보라카이에서 이것만은 꼭! 버킷리스트 - 베스트 여행 코스 지금 여기, 보라카이 Here is Boracay - 보라카이는 어떤 곳일까? - 보라카이 들어가고 나오기 - 보라카이 교통 - 보라카이 전도 | - 디 몰 - SHOPPING / RESTAURANTS / NIGHTLIFE / SPA / STAYING - 우기의 보라카이 - 화이트 비치 북쪽 - SIGHTSEEING / RESTAURANTS / NIGHTLIFE / SPA / STAYING - 보라카이 나이트 스폿 비교 - 화이트 비치 100배 즐기기 - 화이트 비치 남쪽 - RESTAURANTS / NIGHTLIFE / SPA / STAYING - 보라카이 아일랜드 호핑 투어 - 보라카이 팔라우 세일링_ - 아리엘 다이빙 포인트 투어 - 기타 지역 - SIGHTSEEING / RESTAURANTS / SPA / STAYING - 투명한 아름다움, 디니위드 비치 보라카이 여행 준비 How to go Boracay - D-50 여행 계획 세우기 - D-45 여권 만들기 - D-40 항공권 예약하기 - D-30 숙소 예약하기 - D-20 여행 정보 수집하기 - D-10 면세점 쇼핑 - D-5 환전하기 - D-1 짐 꾸리기 &여행자보험 가입하기 - D-day 출국하기 |

### 세부편(M)
| 세부 매력 탐구 Hello! Cebu - 느긋하고 유쾌한 필리피노 - 천혜의 바다에서 즐기는 액티비티 - 다양한 문화를 먹는 필리핀 음식 - 싸고 신선한 해산물 맛보기 - 세계적 수준의 체인 레스토랑 - 열대 과일의 천국 - 득템 찬스! 인기 쇼핑 아이템 - 현지인들이 즐기는 술 - 스파&마사지로 릴랙스 타임 - 직접 묵어보고 추천하는 숙소 - 세부에서 이것만은 꼭! 버킷리스트 - 베스트 여행 코스 지금 여기, 세부 Here is Cebu - 세부는 어떤 곳일까? - 세부 들어가고 나오기 - 세부 시내 교통 - 세부 시티 - SIGHTSEEING / SHOPPING / RESTAURANTS NIGHTLIFE / SPA / STAYING - 세부 헤리티지 워킹 투어 - 세부의 보라카이, 말라파스쿠아 - 세부 외곽의 환상적인 리조트 | - 막탄 - SIGHTSEEING / SHOPPING / RESTAURANTS NIGHTLIFE / SPA / STAYING - 리조트에서 즐기는 데이 트립 - 세부의 아일랜드 호핑 투어 - 보홀 - SIGHTSEEING / SHOPPING / RESTAURANTS / SPA / STAYING - 보홀에서 투어 100배 즐기기 세부 여행 준비 How to go Cebu - 여행 계획 세우기 - 여권 만들기 - 항공권 예약하기 - 숙소 예약하기 - 여행 정보 수집하기 - 면세점 쇼핑 - 환전하기 - 짐 꾸리기&여행자보험 가입하기 - 출국하기 |

### 인도·네팔편
| 목차 저자 소개 인도·네팔 100배 즐기기 활용하기 인덱스 Index 인도 여행 일정 - 골든트라이앵글 7일 - 북인도 핵심 일주 12일 - 불교 성지 순례 21일 - 북인도 31일 - 레+북인도 31일 - 중·북인도 31일 - 인도 일주 31일 - 남인도 일주 33일 - 인도+네팔 45일 북인도 델리 Delhi - 델리Delhi 우타르 프라데쉬 Uttar Pradesh - 아그라 Agra - 파테푸르 시크리 Fatehpur Sikri - 바라나시 Varanasi - 사르나트 Sarnath - 쿠쉬나가르 Kushnagar 우타란찰 Uttaranchal - 리쉬께쉬 Rishikesh - 알모라 Almora - 코사니 Kausani - 히말라야 4대 성지 히마찰 프라데쉬 Himachal Pradesh - 쉼라 Shimla - 맥그로드 간즈 McLeod Ganj - 마날리 Manali - 나가르 Naggar - 잠무 & 카쉬미르 Jammu & Kashmir - 스리나가르 Srinagar - 레 Leh - 헤미스 Hemis - 알치 Alchi - 라마유르 Lamayur - 판공 초 Pangong Tso - 누브라 밸리 Nubra Valley 펀잡 & 하르야나 Punjab & Haryana - 찬디가르 Chandigarh - 암리차르 Amritsar - 와가 Wagah 라자스탄 Rajasthan - 자이푸르 Jaipur - 암베르 Amber - 푸쉬카르 Pushkar - 치토르가르 Chittorgarh - 우다이푸르 Udaipur - 라낙푸르 Ranakpur - 마운트 아부 Mount Abu - 조드푸르 Jodhpur - 자이살메르 Jaisalmer - 쿠리 Khuri 구자라트 Gujrat - 아메다바드 Ahmedabad - 디우 Diu 마드야 쁘라데쉬 Madhya Pradesh - 괄리오르 Gwalior - 오르차 Orcha - 카주라호 Khajuraho - 보팔 Bhopal - 산치 Sanchi - 만두 Mandu 비하르 Bihar - 파트나 Patna - 보드가야 Bodhgaya - 날란다 Nalanda - 라즈기르 Rajgir 웨스트 벵갈 West Bengal - 콜카타 Kolkata - 샨티니케탄 Shantiniketan - 다르질링 Darjeeling - 칼림퐁 Kalimpong 시킴 Sikkim - 갱톡 Gangtok - 룸텍 Rumtek - 펠링 Pelling 오리샤 Orissa - 부바네스와르 Bhubaneswar - 푸리 Puri - 코나락 Konarak - 고팔푸르 온 시 Gopalpur on Sea | 남인도 마하라쉬트라 Maharashtra - 뭄바이 Mumbai - 푸네 Pune - 아우랑가바드 Aurangabad - 엘로라 Ellora - 아잔타 Ajanta 고아 Goa - 판짐 Panjim - 올드 고아 Old Goa - 북부 해변 North Beach - 남부 해변 South Beach 카르나타카 & 안드라 프라데쉬 Karnataka & Andhra Pradesh - 뱅갈로르 Bangalore - 마이소르 Mysore - 스라바나벨라골라 Sravanabelagola - 벨루르 & 할레비드 Belur & Halebid - 함피 Hampi - 비자푸르 Bijapur - 하이데라바드 Hyderabad 케랄라 Kerala - 트리밴드럼 Trivandrum - 코발람 Kovalam - 바르칼라 Varkala - 코치 Kochi - 수로 유람 Backwater Trip 타밀나두 Tamil Nadu - 첸나이 Chennai - 마말라푸람 Mamallapuram - 칸치푸람 Kanchipuram - 폰디체리 Pondicherry - 마두라이 Madurai - 코다이카날 Kodaikanal - 칸야쿠마리 Kanyakumari 네팔 Kingdom of Nepal - 네팔 기초 정보 - 카트만두 Kathmandu - 파탄 Patan - 박타푸르 Bhaktapur - 나갈코트 Nagarkot - 포카라 Pokhara - 히말라야 래프팅 Himalayan Rafting - 네팔 트레킹 Nepal Trekking - 치트완 국립공원 Chitwan National Park Tour - 룸비니 Lumbini - 소나울리 Sonauli 인도 알기 Information - 인도 기초 정보 - 인도의 역사 - 인도의 종교와 신들 - 인도의 음식 - 인도의 과일 - 인도의 음료수 - 인도의 술 - 인도의 영화 - 인도의 축제 인도 준비 Preparation - 여행의 형태 - 여권 만들기 - 비자 받기 - 여행 시즌 - 여행 정보 수집 - 예산 짜기 - 여행 일정 짜기 - 항공권 구입 - 각종 증명서 만들기 - 알뜰 환전 노하우 - 완벽한 짐 꾸리기 여행 입문 Introduction - 출국 요령 - 입국 및 귀국 요령 - 인도 기차의 종류 - 기차 시간표 보는 법 - 기차 예약 요령 - 승차와 하차 - 또 하나의 장거리 교통수단, 버스 - 도시 내 이동 수단 - 인도의 숙박 시설 - 식사 해결 비법 - 생존 언어 - 우편, 전화, 팩스 - 인터넷 사용 요령 - 트래블 트러블 |

### 터키편
| - 기본 정보 - 글머리에 - 저자 소개 - 일러두기 - 지도 활용법 - 터키 100배 돋보기 - 찾아보기 인사이드 터키 - 기초 정보 - 터키의 역사 - 터키의 사계 - 한눈에 보는 터키 - 터키, 꼭 가봐야 할 곳 - 터키, 놓치면 아까운 도시 - 터키를 먹다 - 튀르키예에서 자다 - 터키의 교통수단 - 튀르키예에서 연락하기 - 튀르키예에서 문제가 생기면? - 서바이벌 터키어 - 터키의 맛 터키 여행 추천 코스 - 일정에 쫓기는 사람, 핵심 8일 코스 - 일정이 여유로운 사람, 14일 코스 - 연인과 함께, 두근두근 로맨틱 코스 - 유적을 좋아하는 사람, 박물관 코스 - 종교를 가진 사람, 성지 순례 코스 - 바다를 좋아하는 사람, 휴양지 코스 - 모두 다 보고 싶은 사람, 터키 일주 코스 터키 테마 여행 - 따뜻한 차 한 잔의 기억, 차이+카흐베 - 강렬한 단맛의 천국, 터키의 디저트 - 뜨끈뜨끈 증기탕의 유혹, 하맘 - 유럽 음악에 흔적을 남기다, 메흐테르 - 터키의 밤을 즐겨라, 터키쉬 나이트 - 메르하바, 이슬람 - 영화 속 터키 찾기 이스탄불 지역 - 이스탄불 - 피고 지는 역사의 현장, 레드 코스 - 페리타고 보는 이스탄불, 보스포루스 크루즈 - 오스만 제국의 자취, 그린 코스 - 골든혼의 정취, 오렌지 코스 - 보스포루스의 향기, 블루 코스 - 페리 타고 이스탄불 구석구석, 퍼플 코스 마르마라 해 지역 - 차낙칼레 - 터키 속의 그리스 풍경, 보즈자아다 - 신들의 전쟁에서 사람의 역사로, 트로이 - 부르사 - 이즈닉 | 에게해 지역 - 베르가마 - 고대에 쌓아올린 영광, 페르가몬 아크로폴리스 - 이즈미르 - 셀축 - 달콤한 과일주의 마을, 쉬린제, Theme 고대 도시의 살아 있는 영화, 에페소스 - 쿠샤다스 - 이오니아의 잔영, 쿠샤다스 근교 유적 - 파묵칼레 - 하얀 석회층과 고대 유적의 만남, 히에라폴리스 - 사랑의 여신에게 바쳐진 도시, 아프로디시아스 - 보드룸 - 중세 십자군 기사단의 고독, 보드룸 성 지중해 지역 - 페티예 - 페티예에서 즐기는 다양한 레포츠 - 욀류데니즈 - 태양과 바람의 축복, 욀류데니즈 - 카쉬 - 역사 속으로 풍덩, 리키아 고대 도시 - 지중해의 보헤미안이 머무는 곳, 칼칸 - 올림포스 - 안탈리아 - 신들의 갤러리, 안탈리아 고고학 박물관 - 안탈리아에서 만나는 팜필리아 고대 도시 - 안타키아 중앙 아나톨리아 지역 - 카파도키아(괴레메) - 가이드 필요 없는 괴레메 야외 박물관 탐방 - 카파도키아의 밤을 즐겨라 - 걸어서 즐기는 카파도키아 계곡 - 에이르디르 - 콘야 - 앙카라 흑해 지역 - 사프란볼루 - 아마스야 - 트라브존 - 하루짜리 영혼 산책, 트라브존 근교 여행 - 리제 동부 지역 - 말라티아 - 콤마게네 왕국의 성스러운 안식처, 넴룻 산 여행 준비 - 여권과 비자 만들기 - 알뜰살뜰 예산 짜기 - 항공권 구입하기 - 각종 증명서 - 환전 노하우 - 짐꾸리기 - 출국 요령 - 입국 귀국 요령 |

### 유럽편[6]
| - 일러두기 - 저자 소개 Pictorial of Europe 화보 - Best Place of Europe - Best Shopping Items - Best Foods of Europe - Masterpiece of Europe Europe Route Guide Best - 유럽 여행 일정 - 테마 코스 - 명품 브랜드의 산실, 유럽으로 간다 - 유럽의 예술가를 만나는 박물관 & 미술관 - 맛있는 유럽, 그 행복으로의 초대 - 유럽의 자동차박물관 & 서킷 즐기기 여행 코스 - 런던+에든버러+더블린 7일 - 파리+로마 7일 - 파리+몽생미셸(르와르)+인터라켄 7일 - 런던+파리+로마(스위스) 10일 - 유럽 핵심 15일 일주 - 동유럽 3개국+빈 15일 일주 - 이탈리아+크로아티아 15일 일주 - 중부유럽 22일 일주A - 중부유럽 22일 일주B - 유럽 29일 일주 - 중부유럽+동유럽 29일 일주 - 중부유럽+그리스 36일 일주 - 중부유럽+북유럽 36일 일주 - 중부유럽+이베리아 반도 36일 일주 - 유럽 40일 일주 United Kingdom 영국 - 기초 정보 - 런던 - 런던 중심부 - 템스 강 주변 - 공원과 박물관 - 그리니치 - 윈저 - 브라이튼 - 세븐 시스터즈 - 리즈 성 - 옥스퍼드 - 케임브리지 - 솔즈베리&스톤헨지 - 캔터베리 - 바스 - 리버풀 - 맨체스터 - 에든버러 - 글래스고 Ireland 아일랜드 - 기초 정보 - 더블린 - 킬케니 - 골웨이 - 아란제도 - 모헤어 절벽 Netherlands 네덜란드 - 기초 정보 - 암스테르담 - 잔세스칸스 - 알크마르 - 위트레흐트 - 호헤 벨루베 국립공원 - 헤이그 - 로테르담 Belgium 벨기에 - 기초 정보 - 브뤼셀 - 브뤼헤 - 안트베르펜 - 룩셈부르크 Deutschland 독일 - 기초 정보 - 프랑크푸르트 - 다름슈타트 - 슈투트가르트 - 쾰른 - 하이델베르크 - 뮌헨 - 퓌센 - 가르미슈 파르텐 키르헨 - 로만틱 가도 - 고성 가도 - 로텐부르크 - 베를린 - 포츠담 | Austria 오스트리아 - 기초 정보 - 빈 - 링 거리 주변 지역 - 링 거리 외곽 지역 - 린츠 - 그라츠 - 잘츠부르크 - 잘츠카머구트 - 인스부르크 - 리히텐슈타인 Switzerland 스위스 - 기초 정보 - 바젤 - 인터라켄 - 베른 - 루체른 - 취리히 - 생 모리츠 - 제네바 - 로잔 - 브베 - 몽트뢰 - 체르마트 - 루가노 - 마이엔펠트 - 벨린초나 Czech 체코 - 기초 정보 - 프라하 - 신시가와 구시가 - 프라하 성과 소지구 - 체스키 크루믈로브 Poland 폴란드 - 기초 정보 - 바르샤바 - 시 외곽 & 그 밖의 지역 - 크라쿠프 - 비엘리치카 - 오슈비엥침 - 브로츠와프 Romania 루마니아 - 기초 정보 - 부쿠레슈티 - 브라쇼브 - 시나이아 - 시기쇼아라 Hungary 헝가리 - 기초 정보 - 부다페스트 - 발라톤 Croatia 크로아티아 - 기초 정보 - 두브로브니크 - 스플리트 - 트로기르 France 프랑스 - 기초 정보 - 파리 - 샹젤리제 거리 주변 - 소르본 대학 주변 & 씨떼 섬 - 몽마르트 언덕 주변 - 박물관 및 오페라 주변 - 베르사유 궁전 - 디즈니랜드 파리 - 아스테릭스 공원 - 퐁텐블로 - 바르비종 - 지베르니 - 오베르 쉬르 우아즈 - 르와르 고성지대 - 몽생미셸 - 리옹 - 스트라스부르 - 보르도 - 마르세유 - 아비뇽 - 아를 - 샤모니 - 안시 - 니스 - 앙티브 - 모나코공국 - 칸 - 안도라공국 | Spain 스페인 - 기초 정보 - 마드리드 - 프라도 미술관 주변 - 왕궁 주변 - 톨레도 - 세고비아 - 빌바오 - 팜플로냐 - 세비야 - 코르도바 - 그라나다 - 말라가 - 발렌시아 - 바르셀로나 - 카탈루냐 광장 - 시 외곽 및 근교 - 몬세라트 - 마요르카 Portugal 포르투갈 - 기초 정보 - 리스본 - 알파마, 바이샤, 바이루알뚜 지구 - 신시가&벨렝 지구 - 신트라 - 로카 곶 - 카스카이스 - 오비두스 - 나자레 - 코임브라 - 포르투 Italy 이탈리아 - 기초 정보 - 로마 - 콜로세움 주변 - 스페인 광장 주변 - 바티칸 시국 주변 - 티볼리 - 아시지 - 오르비에토 - 베네치아 - 베로나 - 밀라노 - 코모 호수 - 피렌체 - 피사 - 시에나 - 산마리노 공국 - 나폴리 - 폼페이 - 소렌토 - 포시타노 - 아말피 - 라벨로 - 살레르노 - 파에스툼 - 카프리 - 바리 Greece 그리스 - 기초 정보 - 아테네 - 아크로폴리스 주변 - 아테네 근교 - 델피 - 크레타 - 이드라 - 산토리니 - 미코노스 Norway 노르웨이 - 기초 정보 - 오슬로 - 베르겐 - 피오르드 FinlandㆍEstonia 핀란드ㆍ에스토니아 - 기초 정보 - 헬싱키 - 탈린 Denmark 덴마크 - 기초 정보 - 코펜하겐 - 오덴세 Sweden 스웨덴 - 기초 정보 - 스톡홀름 - 웁살라 | Before Traveling 여행준비 - 여행의 형태 - 여행 준비과정 ABC - 여권 만들기 - 여행 일정 짜기 - 여행 정보 수집 - 알뜰살뜰 예산 짜기 - 항공권 구입하기 - 철도 패스 구입하기 - 각종 증명서 만들기 - 알뜰 환전 노하우 - 완벽한 짐 꾸리기 Survival in Europe 여행입문 - 출국 요령 - 입국 및 귀국 요령 - 철도 패스 개시 방법 - 유럽의 기차역 - 유럽 기차의 종류 - 유럽 기차의 구조 - 기차 이용하기 - 기차 예약 ABC - 야간열차 이용하기 - 기차 시각표 보는 법 - 기타 교통수단 - 유럽의 숙박 - 식사 해결 방법 - 여행 언어 - 우편 전화 인터넷 - 도시 여행 ABC - 트래블 트러블 - 디카 100배 활용법 - 유럽여행 베스트 - Index - 돈 되는 할인 쿠폰 |

### 핵심유럽편[7]
| - Europe Best Route 12 - 알고 가면 더 재미있는 서양 미술사 이야기 - 알고 가면 더 재미있는 유럽 건축 이야기 - 알고 가면 더 재미있는 성경 속 인물들 - 알고 가면 더 재미있는 신화 속의 주인공들 - 알고 가면 더 재미있는 유럽 왕가 이야기 영국 - 런던 뮤지컬 100배 즐기기 - 영화의 배경이 된 런던 - 나른한 오후, 애프터눈 티 즐기기 - 마니아를 위한 런던의 추천 명소 - 어린이를 위한 런던 - 새로운 세기, - 2000년을 기념하는 런던의 명물들 - 요리로 영국 훈장까지 받은 제이미 올리버 - 런던 - 런던에서 대륙으로 넘어가기 / 내셔널 갤러리 / 대영박물관 - 그리니치 - 윈저 - 옥스퍼드 - 케임브리지 - 맨체스터 - 에든버러 네덜란드 - 암스테르담 - 빈센트 반 고흐 미술관 / 국립 박물관 - 잔세스칸스 - 알크마르 - 암스테르담 근교로 떠나는 테마 여행 벨기에 - 브뤼셀 - 브뤼헤 프랑스 - 영화의 배경이 된 파리 - 책 속에 그려진 파리 - 그림 속에 담겨 있는 아름다운 파리 - 환상적인 파리의 낮과 밤 - 고소하고 달콤한 유혹~ 맛있는 프랑스 빵 - 프랑스 와인에 대한 5문 5답 - Delicious Food~ - 프랑스 요리 100배 즐기기 - 어린이를 위한 파리 - 파리의 밤을 화려하게 밝히는 물랭 루즈 & 리도 - 파리의 유명 백화점 둘러보기 - 없는 것 빼고는 다 있는 파리의 벼룩시장 - 파리 - 오르세 미술관 / 루브르 박물관 - 디즈니랜드 파리 - 베르사유 궁전 - 지베르니 - 오베르쉬르우아즈 - 몽 생 미셀 - 샹티이 - 루앙 - 투르 - 루아르 고성 - 니스 - 모나코 - 아를 - 엑상 프로방스 스위스 - 스위스 4대 특급, 그것이 알고 싶다! - 인터라켄 - 융프라우요흐 / 쉴토른 - 루체른 - 루체른의 3대 알프스 - 취리히 - 베른 독일 - 독일 기초정보 - 알고 싶고 타고 싶은 독일의 명차 - 흥겨운 맥주 파티 - ‘옥토버페스트’에 빠져봅시다! - 뮌헨 - 어린이를 위한 뮌헨 - 퓌센 - 가르미슈파르텐키르헨 - 프랑크푸르트 - 다름슈타트 - 하이델베르크 - 로텐부르크 - 베를린 - 포츠담 | 오스트리아 - 음악가의 발자취를 찾아서 - 천재들이 빚어낸 독특한 건축물 - 빈 커피 하우스 - 빈 - 미술사 박물관 - 잘츠부르크 - 사운드 오브 뮤직과 함께 떠나는 여행 체코 - 그들을 알면 체코가 보인다 - 프라하 - 기차 타고 프라하 오가기 - 카를교 100배 즐기기 - 프라하 성 100배 즐기기 - 체스키 크루믈로프 크로아티아 - 두브로브니크 - 스플리트 - 트로기르 - 플리트비체 - 자그레브 이탈리아 - 우리 입맛에 잘 맞는 이탈리아 요리 - 패션 강국 이탈리아를 이끄는 대표 브랜드 - 영화와 책으로 만나는 로마 - 로마의 HOT! 야경 포인트 - 축구 사랑, 토티 사랑 - 로마와 사랑에 빠진 그들 - 여행자의 달콤한 쉼터 - 로마의 벼룩시장 탐방 - 실속 있게 쇼핑하자! 로마의 아울렛 - 어린이를 위한 로마 - 불러보자. 칸초네! - 로마의 시장 & 슈퍼마켓·패스트푸드 - 로마 - 이탈리아 철도 가이드 - 포로 로마노 - 바티칸 박물관 - 집중 탐구! 시스티나 예배당 - 피렌체 - 피사 - 나폴리 & 폼페이 - 아말피 해안 - 카프리 - 티볼리 - 아씨시 - 시에나 - 친퀘테레 - 베네치아 - 밀라노 스페인 - 마드리드 - 프라도 미술관 - 톨레도 - 바르셀로나 - 건축물을 따라가는 바르셀로나 여행 - 몬세라트 여행 준비 - 외국 친구들에게 주면 폼~나는 - 우리의 기념품 - 알아야 제대로 먹는다! - 메뉴판에 등장하는 단어들 - 돈 되는 할인 쿠폰 |

### 런던편
| 런던 기본 정보 - 런던 사계절 날씨 - 런던 축제 캘린더 - 추천 애플리케이션 명소 - 런던 베스트 스폿 - 런던 아키텍처 - 런던 동상 - 런던 서점 - 런던 뮤지엄&갤러리 문화 - 런던 뮤지컬 가이드 - 런던 거리 공연 스폿 - 영국 프리미어 리그 - 런던 호텔 - 런던 나이트라이프 음식 - 런던 다이닝 - 런던 티룸 - 런던 베이커리 - 런던 오리지널 펍 - 런던 속 세계 맛집 쇼핑 - 런던 마켓 - 런던 쇼핑 스트리트 - 런던 백화점 - 런던 숍 - 체인 슈퍼마켓·카페·델리 숍 | 교통 - 영국 출입국 가이드 - 기차·버스·페리 입국 - 런던 공항 교통 총정리 - 런던 시내 교통 총정리 - 오이스터 카드 vs. 트래블 카드 주요 지역 가이드 - 소호 - 코번트 가든 - 웨스트민스터 - 사우스뱅크 - 서더크 - 홀번&시티 - 쇼디치 - 블룸즈버리 - 매릴본&메이페어 - 켄싱턴 가든 - 노팅힐 - 캠던 타운 주변 지역 가이드 - 그리니치 - 도클랜드 - 큐 가든 - 햄프턴 코트 팰리스 - 윈저 캐슬 - 옥스퍼드 - 캠브리지 - 바스 - 브라이튼 - 맨체스터 - 웨일스 여행 준비 - 여권에 대한 모든 것 - 여행 경비 계산법 - 항공권 예약 A to Z - 면세점 쇼핑 노하우 - 짐 꾸리기 상식 찾아보기 |

### 파리편
| 저자 소개 일러두기 Prologue 프롤로그 - Paris Prologue - 파리 여행 아젠다 - 파리 명소 Best 7 - 오감만족 파리 먹을거리 - 정겨운 파리의 다리들 - 꼭 해볼 만한 체험 여행 12 - Paris Schedule - 파리 1~4일 베스트 여행 코스 - 여자라서 더 행복한 쇼핑&음식 여행 - 센 강을 따라가는 로맨틱 데이트 - 어린이와 함께하는 가족 여행 - Paris Talk - 그림 속에 담겨 있는 아름다운 파리 - 파리의 역사 - 파리 최고의 전망 - 영화 속의 파리 - 책 속에 그려진 파리 - 밤이 아름다운 파리 - 어린이를 위한 파리 - 유람선 타고 즐기는 파리 - 시민들의 안식처, 파리의 숲 Travel Preparation 여행 준비하기 - 여행 준비 과정 ABC - 여행 일정 짜기 - 여권 만들기 - 항공권&철도 패스 구입하기 - 기차 시각표 보기 - 다양한 프랑스 숙소 - 여행 정보 수집하기 - 알뜰살뜰 예산 짜기 - 각종 증명서 만들기 - 여행자보험 가입하기 - 알뜰 환전 노하우 - 완벽한 짐 꾸리기 - 트래블 트러블 - 출국 요령 - 귀국 요령 Travel Start 여행 시작하기 - 파리 기초 정보 - 파리 실용 정보 - 바로 사용할 수 있는 실전 프랑스어 - 여행 가기 전 알고 떠나야하는 유용한 URL&전화번호 - 파리 이렇게 간다 - 프랑스 국내 이동 - 파리 시내 교통 Zoom in Paris 핵심 지역 11 가이드 - 한눈에 보는 파리 Quick View - 파리 여행의 필수 코스인 개선문&샹젤리제 - 오랜 역사가 살아 숨 쉬는 오페라 가르니에&루브르 - 파리의 여유로움을 느낄 수 있는 시테&생 루이 - 세련된 파리의 감각을 만날 수 있는 레 알&마레&바스티유 - 예술의 도시 파리의 낭만이 살아 숨쉬는 몽마르트르 - 귀족적인 우아함과 고급스러움이 배어 있는 에펠 탑&앵발리드 - 문학과 예술, 교육이 어우러진 생제르맹데프레&카르티에 라탱 - 야경이 100배 더 멋진 몽파르나스 - 도시 개발 계획에 따라 새로운 모습으로 변모한 베르시 - 운하를 따라 걸을 수 있는 생 마르탱&라 빌레트 - 파리의 맨해튼 라 데팡스 Theme in Paris 주제가 있는 테마 여행 - Museum Art 박물관&미술관 - 명화, 아는 만큼 보이는 서양 미술사 이야기 - 프랑스를 대표하는 루브르 박물관 - 거장의 숨결이 느껴지는 오르세 미술관 - [수련] 연작을 볼 수 있는 오랑주리 미술관 - 예쁜 정원을 가진 로댕 미술관 - 다양한 모네 작품이 있는 마르모탕 클로드 모네 미술관 - 예술의 도시 파리에 와 있음을 실감케 하는 파리의 작은 박물관&미술관 - Food 음식 - 다양한 종류의 파리 레스토랑&요리 - 와인의 왕국 프랑스에서 즐기는 와인&치즈 - 한입에 쏘옥~ 프랑스 빵&과자 - 시원하게 마셔요, 프랑스의 미네랄워터 - 파리에서 맛보는 한잔의 여유 카페 메뉴 완전정복 - 한마디로 끝내는 레스토랑 회화&단어 - 본고장에서 즐기는 정통 프랑스 요리 - 여행객도 파리지앵처럼 만들어주는 카페&살롱 드 테 - 세계 최고의 맛과 전통으로 사랑 받는 파리의 제과점 - 낭만적인 파리를 미각으로 느낄 수 있는 와인 바 - 파리에서 즐기는 이집트&이탈리아&북아프리카&그리스 요리 - 아시아 요리가 그리워지는 여행객을 위한 아랍&아시아 요리 - 간편하게 즐길 수 있는 테이크아웃&패스트푸드 318 골라 먹는 재미가 가득한 간식 - 파리의 밤이 더 즐거워지는 바&퍼브 | - Shopping 쇼핑 - 쇼핑을 위한 에티켓과 해외 부과세 환급 제도 쇼핑의 법칙 - 한국과는 다른 유럽에서의 My Size - 파리의 분위기가 물씬 풍기는 기념품 - 갖고 싶고, 사고 싶은 프랑스 코즈메틱 - 한마디로 끝내는 쇼핑 회화&단어 - 파리에서 구입할 머스트 쇼핑 아이템 - 쇼핑의 메카, 파리의 유명 쇼핑거리 BEST 7 - 파리의 감각이 물씬 풍기는 가방 - 화려한 파리지앵으로 만들어주는 구두 - 뛰어난 패션 감각 아이템 총집합 멀티숍 - 하나쯤 욕심내도 좋을 명품 숍 - 패션의 도시 파리의 멋 의류 - 파리의 감각을 입힌다 유아복&아동복 - 아기자기한 문구&화구&디자인 숍 - 귀여운 나의 가족 반려동물 용품점 - 보는 것만으로 즐거운 보석&시계 - 마니아를 위한 빈티지 - 둘러보지 않으면 후회하는 세컨드핸드 숍 - 쇼핑의 기본 쇼핑센터 - 한 번쯤 들러보면 좋을 슈퍼마켓 - 스포츠광을 위한 스포츠 용품 - 그릇에 욕심내는 여성이라면 둘러보자, 식기 - 입과 눈이 즐거워지는 식료품 - 저렴하고 알뜰한 쇼핑을 위한 아웃렛&스톡 - 패션 리더들을 위한 쇼핑 리스트 액세서리&패션 잡화&소품 - 보는 즐거움까지 함께 주는 앤티크 숍 - 음악을 좋아하는 사람들을 위한 악기 전문점 - 저렴한 가격에 만날 수 있는 와인 - 멋진 가구가 가득한 인테리어 용품&가구 - 프랑스의 멋을 아이에게 선물하고 싶다면 장난감&어린이 용품 - 세련된 용품을 만날 수 있는 주방&욕실 용품 - 낭만적인 프랑스의 책&음반 - 쇼핑의 모든 것 백화점 - 사람들의 정이 느껴지는 파리의 시장 - 멋쟁이들의 집합체 파사주 - 여성들을 위한 화장품&향수&미용 제품 - Entertainment 엔터테인먼트 - 흥겹고 즐거운 시간이 가득한 파리의 엔터테인먼트 즐기기 - 화려한 볼거리를 선사하는 카바레 - 프랑스의 역사와 함께 성장한 오페라&발레&연극&콘서트 - 파리의 감성이 느껴지는 샹소니에&피아노&재즈 라이브 공연 - 여행에 활기를 주는 영화관&클럽 Travel Plus of Paris 하루 더! 근교 여행 - 하루면 OK! 근교 도시 한눈에 보기 - 프랑스 격동의 역사를 증명하는 베르사유 궁전 - 16세기 매혹적인 르네상스 양식의 샹티이 성을 만날 수 있는 샹티이 - 어린이뿐 아니라 어른들도 즐거운 테마 파크 디즈니랜드 파리 - 축구팬은 물론 역사를 좋아하는 여행객이라면 선택할 만한 생 드니 - 그림 속에 등장하는 아름다운 풍경이 있는 오베르 쉬르 우아즈 - 모네의 삶을 만날 수 있는 지베르니 - 화려한 프랑스 궁전의 모든 것을 보여주는 보르비콩트 성 - 광대한 숲과 우아한 궁전을 만날 수 있는 퐁텐블로 - 밀레의 만종을 비롯해 수많은 명작들의 배경이 된 바르비종 - 15세기 중세 목조 가옥들이 남아 있는 투르 - 로맨틱한 유럽 여행의 진수를 느낄 수 있는 루아르 고성 - 노르망디 공국의 수도였던 루앙 - 프랑스 고딕 양식을 대표하는 대성당이 위치한 샤르트르 - 중세 시대 모습을 만날 수 있는 프로방 - 육지와 연결되어 있는 신비스러운 섬 몽 생 미셸 Where to Stay 편안한 여행 숙소 - 꼭 알아두고 지켜야 하는 호텔 에티켓 - 한 번쯤 가봐야 하는 특급&고급 호텔 - 만족스러운 서비스를 만날 수 있는 일반 호텔 - 특별한 경험을 원하는 여행자를 위한 프티 호텔 - 내집같이 편안한 레지던스 호텔 - 저렴한 가격으로 즐길 수 있는 호스텔 - 알아두면 편리한 재불 한국 단체와 업체 리스트 인덱스 |

### 이탈리아편
| 저자 소개 일러두기 인사이드 이탈리아 - 이탈리아 기초 정보 - 이탈리아의 사계절 - 이탈리아의 역사 - 이탈리아 미술 & 건축 - 이탈리아 오페라 - 영화와 책으로 보는 이탈리아 - 베스트 여행지 - 베스트 먹거리 - 베스트 쇼핑 - 베스트 코스 여행 시작하기 - 우리나라 공항 안내 - 출국하기 - 이탈리아 입국하기 - 이탈리아에서 출국하기 - 실전 이탈리아어 지역별 가이드 로마 - 콜로세움 주변 - 스페인 광장 주변 - 바티칸 시국 - 테르미니역 주변 - 보르게세 공원 주변 - 트라스테베레 지구 - 오스티아 안티카 - 카스텔 간돌프 - 티볼리 - 아시시 - 오르비에토 피렌체 - 두오모 주변 - 우피치 미술관 주변 - 아르노 강 남쪽 - 산 지미냐노 - 피에솔레 - 시에나 - 피사 - 루카 | 제노바 - 친퀘테레 - 포르토피노 - 산타 마르게리타 리구레 밀라노 - 코모 - 베르가모 - 마조레 호수 - 크레모나 - 만토바 베네치아 - 무라노 - 부라노 - 베로나 - 비첸차 나폴리 - 폼페이 - 소렌토 - 카프리 - 포지타노 - 아말피 - 라벨로 - 살레르노 - 파에스툼 팔레르모 - 몬레알레 - 아그리젠토 - 시라쿠사 - 카타니아 - 타오르미나 여행 준비하기 - 여행 계획 세우기 - 여권과 비자 - 항공권 예약하기 - 숙소 예약하기 - 철도 패스 구입하기 - 면세점 이용하기 - 환전하기 찾아보기 |

### 그리스편
| 인사이드 그리스 INSIDE GREECE - 그리스 기본 정보 - 그리스 볼거리 10 - 그리스 신화 여행 - 그리스 역사 - 그리스 음식 베스트 8 - 그리스 해산물 요리 - 그리스 음료 - 그리스 베스트 쇼핑 아이템 - 그리스 베스트 코스 그리스 FAQ 9 GREECE FAQ 9 - 그리스는 언제 가는 게 제일 좋나요? - 예산은 얼마나 잡아야 하나요? - 어떤 항공권을 사는 게 좋을까요? - 숙소 예약은 어떻게 하나요? - 챙겨야 할 여행 준비물은 무엇인가요? - 환전은 어떻게 하나요? - 스마트폰은 로밍해야 할까요? - 그리스는 안전한가요? - 영어가 잘 통하나요? - 그리스 알파벳 여행 시작하기 TRAVEL START - 우리나라 공항 안내 - 우리나라에서 출국하기 - 그리스 입국하기 - 그리스에서 출국하기 지역별 가이드 GREECE guide 아테네 - 아테네는 어떤 곳일까? - 아테네로 가는 방법 - 아테네 시내 교통 - 아테네 실용 정보 플라카 지구 - 플라카 지구 이렇게 여행하자 - 플라카 / 아크로폴리스 박물관 - 아크로폴리스 / 필로파포스 언덕 - 고대 아고라 / 로만 아고라 - 모나스티라키 광장 / 케라미코스 - 그릭 요거트 가게 신다그마 광장 주변 - 신다그마 광장 주변 이렇게 여행하자 - 신다그마 광장 / 무명 용사의 무덤 - 국회의사당 / 국립 정원 - 자피온 / 판아티나이코 스타디움 - 올림피아 제우스 신전 / 하드리아누스의 문 - 아테네의 커피숍 오모니아·파네피스티미오 지구 - 국립 고고학 박물관 / 오모니아 광장 - 국립 도서관 / 아테네 대학 - 아테네 학술원 / 중앙 시장 콜로나키 지구 - 베나키 박물관 / 키클라데스 박물관 - 비잔틴 & 크리스찬 미술관 / 리카비토스 언덕 아테네 쇼핑 - 에르무 거리 / 혼도스 센터 - 판드로수 골목 / 케디마 그릭 아트 아테네 숙소 - 수니온 곶 - 나프플리오 - 코린토스 | 델피 - 델피는 어떤 곳일까? - 델피로 가는 방법 - 델피 시내 교통 - 델피 이렇게 여행하자 - 델피 성역 / 델피 고고학 박물관 - 김나지움 유적 - 아테나 프로나이아 성역 / 카스탈리아의 샘 - 델피의 역사 메테오라 - 메테오라는 어떤 곳일까? - 메테오라로 가는 방법 - 메테오라 시내 교통 - 메테오라 이렇게 여행하자 - 메갈로 메테오로 수도원 / 바르람 수도원 - 루자노 수도원 - 아기오스 스테파노스 수도원 - 아기아 트리아다 수도원 - 아기오스 니콜라오스 아나파프사스 수도원 미코노스 - 미코노스는 어떤 곳일까? - 미코노스로 가는 방법 - 미코노스 섬 내 교통 - 미코노스 이렇게 여행하자 - 파라포르티아니 교회 / 민속 박물관 - 리틀 베니스 / 미코노스 타운의 골목길 - 카토 밀리 / 에게 해 해양박물관 - 보니스 풍차(농업 박물관) / 고고학 박물관 - 미코노스 섬의 해변 산토리니 - 산토리니는 어떤 곳일까? - 산토리니로 가는 방법 - 산토리니 섬 내 교통 - 산토리니 실용 정보 - 산토리니 이렇게 여행하자 피라 마을 - 선사 시대 박물관 / 고고학 박물관 - 동키택시 / 산토리니 케이블카 - 화산섬 투어 - 피라의 골목길 걷기 이아 마을 - 중앙 광장 / 마블 로드 / 이아 성채(카스트로) - 아모디 베이 / 절벽에 지어진 집들 - 이아의 골목길 걷기 - 산토리니의 해변 - 레드 비치 / 카마리 비치 / 페리사 비치 - 산토리니의 와인 로도스 - 로도스는 어떤 곳일까? - 로도스로 가는 방법 - 로도스 섬 내 교통 - 로도스 이렇게 여행하자 올드 타운 - 로도스 성채 / 로도스 고고학 박물관 - 기사의 거리 - 기사단장의 궁전(비잔티움 박물관) - 롤로이 시계탑 / 슐레이만 모스크 - 소크라투스 거리 / 히포크라투스 광장 - 올드 타운의 골목길 신시가지 - 만드라키 항구 / 엘리 비치 / 로도스 수족관 여행 준비하기 PREPARATION - 여행 정보 수집 - 여권과 비자 - 여행자 보험 가입하기 - 면세점 이용하기 |

### 뉴욕편
| 인사이드 뉴욕 - 뉴욕 한눈에 보기 - 뉴욕 기본 정보 - 뉴욕 역사 이야기 - 뉴욕 시즌 캘린더 - 뉴욕 축제 캘린더 - 뉴욕 버킷리스트 10 - 뉴욕 야경 포인트 베스트 9 - 뉴욕 투어 프로그램 - 뉴욕 리버트립 - 뉴욕 알뜰 여행 가이드 - 뉴욕 여행 상식 - 뉴욕 레스토랑 가이드 - 뉴욕 캐주얼 푸드 가이드 - 뉴욕 브런치 메뉴 & 명소 - 뉴욕 스위트 숍 - 뉴욕 쇼핑 가이드 - 뉴욕 핫 쇼핑 스폿 - 뉴욕 쇼핑 아이템 - 미국 코즈메틱 리스트 - 뉴욕 뮤지컬 가이드 - 뉴욕 라이브 공연 가이드 - 뉴욕에서 찍은 영화 - 뉴욕 나이트라이프 & 뮤직 - 뉴욕 베스트 여행 코스 여행 시작하기 - 우리나라 공항 안내 - 우리나라 출국하기 - 뉴욕 공항 안내 - 뉴욕 입국하기 - 뉴욕 시내 교통 - 미국 내 이동 뉴욕 가이드 - 맨해튼 한눈에 보기 - 로어 맨해튼 - 트라이베카 - 차이나타운 - 소호 - 리틀 이탈리 & 놀리타 & 노호 - 로어 이스트 사이드 - 그리니치 빌리지 & 웨스트 빌리지 - 이스트 빌리지 - 첼시 - 그래머시 & 유니언 스퀘어 | - 미드타운 웨스트 - 미드타운 이스트 - 어퍼 웨스트 사이드 - 센트럴 파크 - 어퍼 이스트 사이드 - 할렘 & 모닝사이드 하이츠 - 브루클린 - 브롱크스 - 퀸스 - 스테이튼 아일랜드 근교 지역 가이드 - 한눈에 보는 근교 지역 - 롱비치 - 우드베리 코먼 프리미엄 아웃렛 - 식스 플래그 - 필라델피아 - 애틀랜틱 시티 - 아미시 빌리지 - 워싱턴 D.C. - 보스턴 - 나이아가라 폭포 여행 준비하기 - 여행 계획 세우기 - 여행 예산 짜기 - 여권 만들기 - ESTA & 비자 받기 - 항공권 예약하기 - 각종 증명서 만들기 - 숙소 예약하기 - 특급 & 고급 호텔 - 부티크 호텔 - 일반 호텔 - 버짓 호텔 & 호스텔 - 여행자보험 가입하기 - 면세점 쇼핑하기 - 여행길 사건ㆍ사고 대처법 - 바로 쓰는 실전 여행 영어 |

### 미국서부 편
| 작가 소개 일러두기 인사이드 미국 서부 Inside Western USA - 미국은 어떤 곳? - 미국의 공휴일과 축제 캘린더 - 미국 서부 5대 도시 랜드마크 - 자동차 여행지 BEST 10 - 국립공원 한눈에 보기 - 테마별로 즐기는 미국 서부 - 영화 속 서부 명소, <스타워즈>에서 <라라랜드>까지! - 미국 서점 탐방, 책과 함께하는 감성 여행 - 꿈을 키우는 대학 캠퍼스 탐방, 캘리포니아의 대학 - 세상의 모든 즐거움, LA 테마파크 - 세계 최고 수준의 리조트에서 즐기는 스파 & 골프 - 메이저리그 팬이라면 야구 경기 관람하기 - 미국 전역에서 펼쳐지는 할로윈 축제 즐기기 - 하늘 위로 날아오르는 꿈, 앨버커키 열기구 축제 - 미국 여행 추천 메뉴 - 미국에서 쇼핑하기 - 유형별 숙소 선택 노하우 - 추천 일정 & 여행 계획 세우기 - 화려한 도시와 태평양 연안 - 모두의 버킷 리스트, 그랜드 서클 - 아메리카 대륙의 근원을 찾아 떠나는 남서부 여행 - 산과 숲과 호수로 떠나는 힐링 여행, 로키산맥 - 느리게 걷기, 커피와 맥주 여행 캘리포니아 California 캘리포니아(CA) - 샌프란시스코 - 골든게이트브리지 주변 - 피셔맨스 워프 - 다운타운 중심 - 다운타운 북쪽 - 미션 - 샌프란시스코 근교 가이드 - 소살리토 - 산호세 - 나파밸리 & 소노마 - 시에라네바다 - 새크라멘토 - 타호 호수 - 요세미티 국립공원 - 세쿼이아 & 킹스캐니언 국립공원 - 캘리포니아 1번 도로 - 몬터레이 - 17마일 드라이브 & 페블 비치 - 빅 서 코스트 하이웨이 - 샌루이스오비스포 - 솔뱅 - 산타바바라 - 채널 아일랜드 국립공원 - 말리부 - 로스앤젤레스 - 할리우드 - 웨스트 할리우드 - 베벌리힐스 - 다운타운 LA - 로스앤젤레스 근교 가이드 - 해변 도시 - 팜스프링스 - 조슈아 트리 국립공원 - 샌디에이고 - 데스밸리 국립공원 그랜드 서클 Grand Circle 네바다(NV) - 라스베이거스 - 라스베이거스 스트립 - 다운타운 - 라스베이거스 근교 유타(UT) - 자이언 국립공원 - 브라이스캐니언 국립공원 - 시닉 바이웨이 12 - 모압 - 아치스 국립공원 - 캐니언랜즈 국립공원) - 모뉴먼트밸리 | 애리조나(AZ) - 페이지 - 앤털로프캐니언 - 호스슈 벤드 - 더 웨이브 - 글렌캐니언 국립휴양지 - 그랜드캐니언 국립공원 - 세도나 - 피닉스 - 다운타운 피닉스 - 스코츠데일 - 투손 - 사구아로 국립공원 뉴멕시코(NM) - 산타페 - 앨버커키 - 앨버커키 올드타운 - 로즈웰 - 화이트샌즈 국립기념물 - 칼즈배드 동굴 국립공원 로키산맥 Rocky Mountains - 솔트레이크시티 콜로라도(CO) - 덴버 - 다운타운 덴버 - 콜로라도스프링스) - 로키마운틴 국립공원 와이오밍(WY) & 몬태나(MT) - 옐로스톤 국립공원 - 와이오밍 일주 - 샤이엔 - 러시모어산 국립기념물 - 데빌스 타워 국립기념물 태평양 북서부 Pacific Northwest 워싱턴(WA) & 오리건(OR) - 시애틀 - 다운타운 시애틀 - 시애틀 센터 - 캐피톨 힐 - 유니언 호수 주변) - 올림픽 국립공원 - 마운트레이니어 국립공원 - 포틀랜드 - 다운타운 포틀랜드 - 윌래밋강의 동쪽 - 루트 101 여행 준비하기 Getting Ready - 여행 서류 - 항공권 예약 - 숙소 예약 - 면세점 쇼핑 - 환율과 환전 - 여행 준비물 & 드레스코드 - 우리나라 공항 안내 - 미국 공항 안내 - 여행 중 사고 대비 - 미국 교통 정보 가이드 - 미국 여행 회화 찾아보기 주목! 도시별 주요 100배 즐기기 & 스페셜 - 골든게이트브리지 전망 포인트 BEST 7 - 아티스트 감성의 해안 마을, 소살리토 쇼핑 & 맛집 - 실리콘밸리의 세계적인 기업들 - 요세미티의 절경, 어디서 볼까? - 영화 <라라랜드>의 촬영지를 찾아서 - 어디서든 보여요, 할리우드 사인 뷰포인트 - 레디, 액션! 할리우드 스튜디오 투어 - 공연 예술의 메카, 라스베이거스 대표 공연 - 라스베이거스에서 1시간! 후버댐을 여행하는 네 가지 방법 - 미국 네 개 주가 만나는 유일한 포인트, 포 코너스 모뉴먼트 - 페이지를 유명하게 만든 사진 명소 TOP 3 - 그랜드캐니언을 여행하는 특별한 방법 - 세계 최대 규모, 4400대 항공기의 무덤 - 천 년의 역사를 가진 아메리카 원주민 마을, 타오스 푸에블로 - 인기 미드 <브레이킹 배드>의 촬영지를 찾아서 - 미국에서 스키장 선택하기, 4대 도시 스키장 & 리조트 - 서부 개척 시대로 떠나는 증기기관차, 두랑고-실버턴 협궤열차 - 캐나다 국경을 넘어서, 환상적인 크루즈 여행 - 킨포크 라이프스타일, 포틀랜드의 마켓 문화 |

### 알래스카편
| 특집 - 알래스카를 즐기는 두 계절 - 알래스카 액티비티 가이드 - 오로라 관측 - 하이킹 - 야생동물 관찰 - 포토그래피 - 카누 & 카약 - 캠핑 - 낚시 - 크루징 - 비행 관광 - 사이클링 - 윈터 액티비티 - 알래스카의 3 대 빙하 크루즈 - 알래스카의 철도 - 겨울의 페어뱅크스를 즐긴다 - 페어뱅크스 주변에서 즐기는 오로라 앵커리지 주변과 키나이 반도, 서남알래스카 - 앵커리지 - 매터누스카 계곡 주변 - 터너게인 후미를 따라 - 키나이 반도의 마을 - 호프 - 수어드 - 쿠퍼 랜딩 - 솔돗나 - 키나이 - 호머 - 코디액 섬과 캣마이 국립공원 - 코디액 - 캣마이 국립공원 데날리 국립공원과 그 주변 - 데날리 국립공원 - 데날리를 즐기는 방법 ① - 셔틀버스 - 데날리를 즐기는 방법 ② - 캠핑 인 데날리 - 탈키트나 페어뱅크스와 북극권 마을 - 페어뱅크스 - 북극권 마을과 국립공원 - 베틀스 - 아낙투벅 패스 - 콜드풋 - 와이즈만 - 놈 - 배로 주노 & 인사이드 패시지 - 주노 - 글레이셔 베이 국립공원 - 인사이드 패시지의 마을 - 헤인즈 - 스캐그웨이 - 피터즈버그 - 랑겔 - 싯카 - 케치칸 여행 준비와 기술 - 여행 준비 - 정보 수집 - 여행 계획 - 알래스카로 가는 방법 - 비행기 이용 - 렌터카 이용 - 철도 이용 - 그밖의 교통수단 - 숙박 시설 - 기후와 복장 - 먹는 즐거움 | 테마 - 알래스카 맛집 가이드 - 데날리의 사계 - 알래스카 기념품 가이드 - 알래스카 원주민에 대해 - 알래스카의 역사 체험기 - 산장에 느긋하게 지내며 오로라 감상 - 북극성·브룩스 산맥 5일간의 여행 - 크로 패스 트레일을 걷다 - 싯카에서의 웨일 워칭 - 시카약으로 빙하만 체험 - 키나이 반도 낚시 삼매경에 빠지다 - 고요한 미스티 피오르드 - 첫 빙하 하이킹 - 빙하 크루즈로 키나이 피오르드를 가다 - 자연을 가까이서 느끼는 시카약 체험 - 데날리에서 동물 체험 - 데날리에서 사륜 버기 buggy 첫 체험 - 익사이팅한 보트 사파리 - 북극권으로 이어지는 길 - 박력 넘치는 빙하 크루즈 - 케치칸에서 보트 조정 첫 체험! 칼럼 - 알래스카에서의 안전대책 - 십 크리크의 역사는 앵커리지의 역사 - 전세계 낚시꾼의 성지, 키나이 강 - 랑겔 세인트 엘리아스 국립공원 - 데날리 국립공원의 기본방침 - 데날리 관광에서 꼭 챙겨야 할 것 - 만약, 회색곰과 마주친다면 - 매킨리를 보면서 환경 문제를 생각한다 - 관리인 프로그램에 참가하자 - 데날리 국립공원 하이킹 가이드 - 백컨트리 트레킹 - 얼음조각 경연대회 - 크리머즈 필드의 역사 - 알레스카 대학교 페어뱅크스 캠퍼스(UAF) 가이드 - 흔치 않은 오로라를 보고 싶다면 - 체나는 지금 미래의 지구를 위하여 활동 중 - 와일더니스 투어 참가가 기본 - 비버 마을 - 북극해로 가는 길, 달튼 하이웨이 - 알래스카의 전미 No.1 - 아이디터로드 국제 개썰매 레이스 - 북극권의 사막의 입구, 코체부 - 원주민 마을 방문시 주의할 점 - 주노의 역사 - 알래스카의 주립박물관 - 싯카의 역사 - 케치칸의 역사와 산업 - 크로즈 컨트롤을 사용하자 - 신용카드로 휘발유를 넣으려면 |

### 하와이편
| 인사이드 하와이 - 햇살 좋은 날, 한낮의 바닷가 찾기 - 서핑 도전하기 - 하와이의 변화무쌍한 하늘 즐기기 - 레이 걸어보기 - 세계적인 하와이 골프 코스 둘러보기 - 로맨틱한 하와이 여행 즐기기 - 바다 동물 만나기 - 하와이 마스코트, 무지개 만나기 - 하와이 슈퍼마켓에서 쇼핑 삼매경 - 축제의 향연 즐기기 - 하와이 연중 이벤트 캘린더 여행 준비&필수 정보 신이 머무는 섬, 하와이 - 미리 보는 하와이 - 하와이에 관한 흔한 오해들 - 하와이 여행의 최적기는? - 나에게 꼭 맞는 일정 짜기 - 꿀팁 가득 웹사이트 다섯 - 저가 항공권 확보하기 - 여행 경비를 반으로 줄여주는 해외 사이트 - 똑소리나게 짐 싸기 - 하와이 패션 공식 - 현명하게 돈 쓰기 - 중장기 여행자를 위한 숙소 찾기 - 하와이에서 운전하기 - 하와이 사람처럼, 알로오~하! 하와이 여행의 중심, 오아후 - 오아후는 어떤 곳일까? - 오아후 가는 방법 - 오아후의 대중교통 - 오아후에서 운전하기 - 스쿠터 타고 섬 한 바퀴 - 오아후 베스트 여행 코스 오아후에서 꼭 가볼 곳 BEST 8 - 세계인이 인정하는 자유와 낭만의 거리 와이키키 - 하와이 대표 스노클링 명소 하나우마 베이 - 서퍼들의 타운 노스 쇼어 - 오아후 최고의 맛집, 새우 트럭 - 아픈 역사의 현장 진주만 - 걸어서 둘러보는 호놀룰루 다운타운 - 평화로운 하와이 마을 카일루아 - 활기 넘치는 시장 골목 차이나타운 - 월터 아저씨를 따라 차이나타운에 가다 - 도심 속 문화 공간 호놀룰루 뮤지엄 오브 아트 - 그 밖의 오아후 명소 - 한국과 하와이, 긴 인연의 시작 오아후에서 꼭 해볼 것 BEST 7 - 서핑 - 스노클링 - 바다 카약 - 다이아몬드 헤드 하이킹 - 마노아 트레일 하이킹 - 고래 관람 투어 - 골프 - 하와이 골프, 우리나라와 다른 몇 가지 - 그 밖의 오아후 액티비티 - 좋은 공연 한 편 볼까? 하와이 문화 체험 BEST 6 - 우아하고 평화로운 하와이 춤 훌라 배우기 - 맑고 명쾌한 소리의 향연 우쿨렐레 연주하기 - 살아 숨 쉬는 듯한 디자인 하와이안 퀼트 배우기 - 공연도 보고 하와이 전통식도 먹고 루아우 즐기기 - 아름다운 꽃 목걸이 레이 만들기 - 향기롭고 달콤한 한 모금 하와이안 칵테일 마셔보기 오아후 쇼핑 BEST 7 - 하와이 최대 쇼핑몰 알라모아나 센터 - 알라모아나 센터의 참 좋은 휴식처 - 쇼핑의 천국 와이키키 - 하와이 최대의 아울렛 몰 와이켈레 아울렛 - 실속파 쇼핑족의 아지트, 워드 센터와 그 주변 지역 - 하와이 쇼핑 달인되기 - 속이 꽉 찬 하와이의 마트 탐방 슈퍼마켓 - 신선도는 최고, 가격은 최저 파머스 마켓 - 구경 한번 와보세요 스왑 미트 벼룩시장 | 오아후의 대표 맛집 - - 입이 심심할 때, 오아후 간식 BEST 6 오아후의 머물 곳 - 만족도 별 다섯! 와이키키 대표 호텔 - 알뜰족을 위한 와이키키 호스텔 - 현지인 민박, B&B - 와이키키 이외 지역 숙소 로맨틱 파라다이스 마우이 - 마우이는 어떤 곳일까? - 마우이 가는 방법 - 마우이의 대중교통 - 마우이에서 운전하기 - 마우이 베스트 여행 코스 마우이에서 꼭 가볼 곳 BEST 5 - 세계 최대의 휴화산 할레아칼라 국립공원 - 햇볕은 쨍쨍 모래알은 반짝, 마우이 최고의 비치 - 고래를 만나기 가장 좋은 섬, 마우이 - 유서 깊은 관광 도시 라하이나 - 라하이나 주차장 저렴하게 이용하기 - 세상에서 가장 평화로운 마을 하나로 가는 길 - 하나 마을에서 와이너리까지 남부 해안 드라이브 마우이에서 꼭 해볼 것 BEST 5 - 몰로키니 스노클링 - 다운힐 바이킹 - 윈드서핑 - 짚 라인 - 골프 마우이 쇼핑 BEST 5 - - 마우이의 파머스 마켓 마우이의 대표 맛집 대자연의 숨결을 느낄 수 있는 섬, 빅아일랜드 - 빅아일랜드는 어떤 곳일까? - 빅아일랜드 가는 방법 - 빅아일랜드의 대중교통 - 빅아일랜드에서 운전하기 - 빅아일랜드 베스트 여행 코스 빅아일랜드에서 꼭 가볼 곳 BEST 7 - 살아있는 지구의 숨결을 느낄 수 있는 하와이 화산 국립공원 - 별이 쏟아지는 밤 마우나 케아 - 바닷속 세상 엿보기 케알라케콰 베이 - 사라지기 전에 가봐야 할 빅아일랜드 최고의 비치 - 바쁜 여행길에 잠시 쉬어가고 싶을 때, 힐로와 그 주변 지역 - 오래도록 머물고 싶은 마을 와이메아 - 코나 커피의 원산지 코나 커피 컨트리 - 그 밖에 둘러볼 만한 커피농장 빅아일랜드에서 꼭 해볼 것 BEST 4 - 헬리콥터 투어 - 승마 - 스키 - 골프 빅아일랜드의 대표 맛집 [쥬라기 공원]의 실제 무대, 카우아이 - 카우아이는 어떤 곳일까? - 카우아이 가는 방법 - 카우아이의 대중교통 - 카우아이에서 운전하기 - 카우아이 베스트 여행 코스 카우아이에서 꼭 가볼 곳 BEST 5 - 굴곡진 해안절벽이 이루는 천하의 절경 나팔리 코스트 - 태평양의 그랜드 캐니언 와이메아 캐니언 주립공원 - 산림욕과 꽃놀이를 동시에 알러톤 가든 - 오밀조밀 볼거리 가득한 북부 해안 드라이브 - 고요한 바다 풍경의 진수 카우아이 최고의 비치 - 바다의 경고, 해변의 표지판 읽는 법 카우아이에서 꼭 해볼 것 BEST 4 - 나팔리 코스트 보트 투어 - 카약 - 헬리콥터 투어 - 골프 카우아이의 대표 맛집 |

### 핵심 중남미 편
| 필자 소개 일러두기 맵 활용법 본문 활용법 중남미 베스트 루트 - 핵심 중남미 Must Things - 기본 에스파뇰 회화 - 메뉴판에 등장하는 단어들 - 중남미 전체 지도 멕시코 Mexico - 멕시코 기초정보 - 메히코 데에페 - 구아나후아토 - 오아하카 - 팔렌케 - 메리다 - 칸쿤 - 이슬라 무헤레스 쿠바 Cuba - 쿠바 기초정보 - Cuba's Theme - 아바나 - 비냘레스 - 트리니다드 - 산타 클라라 - 산티아고 데 쿠바 브라질 Brasil - 브라질 기초정보 - Brasil's Theme - 상파울루 - 리우데자네이루 - 포스 두 이구아수 | 아르헨티나 Argentina - 아르헨티나 기초정보 - Argentina's Theme - 부에노스 아이레스 - 푸에르토 이구아수 - 바릴로체 - 칼라파테 칠레 Chile - 칠레 기초정보 - Chile's Theme - 산티아고 - 산 페드로 데 아타카마 - 푸에르토 몬트 - 푸에르토 나탈레스 볼리비아 Bolivia - 볼리비아 기초정보 - Bolivia's Theme - 라파스 - 수크레 - 우유니 페루 Peru - 페루 기초정보 - 리마 - 나스카 - 쿠스코 - 푸노 여행 준비 Travel Preparation - 여권과 비자 만들기 - 알뜰살뜰 예산 짜기 - 항공권 구입하기 - 각종 증명서 - 환전 노하우 - 짐 꾸리기 - 출국 요령 - 입국 및 귀국 요령 - 중남미 버스 이용하기 - 중남미의 숙박시설 - 편지ㆍ전화ㆍ인터넷 - 트래블 트러블 INDEX |